# La Boca
 (juin 2015).
Si vous disposez d'ouvrages ou d'articles de référence ou si vous connaissez des sites web de qualité traitant du thème abordé ici, merci de compléter l'article en donnant les références utiles à sa vérifiabilité et en les liant à la section « Notes et références ».
La Boca est un quartier (barrio) proche du centre de Buenos Aires, en Argentine. Il est situé au sud-est du centre, près du port, entouré de Barracas à l'ouest, et San Telmo et Puerto Madero au nord. Il porte le nom de "La Boca" (la bouche) car il s'élève autour de l'une des embouchures du Riachuelo.

## Histoire
Il abrite de nombreux habitants originaires d'Italie. À la suite d'une longue grève générale en 1882, une rébellion proclama une sécession de la Boca vis-à-vis de l'Argentine, et dressa le drapeau génois. Le régime argentin réprima rapidement cette rébellion, et le président Julio Argentino Roca retira lui-même ce drapeau génois.
Aujourd'hui, le quartier de La Boca est très prisé par les touristes qui viennent admirer en masse les façades colorées des maisons, et apprécier le rythme de vie animé du quartier, tout en déambulant dans la rue Caminito. La Boca est un quartier pauvre de Buenos Aires.
C'est également un quartier où se concentrent des courants politiques de gauche, ses habitants ayant élu en 1935 le premier membre du Congrès argentin socialiste, Alfredo Palacios. Durant la crise économique qui frappa durement l'Argentine en 2001, La Boca fut le théâtre de nombreuses manifestations.

## Sport
La Boca est également mondialement connue pour son club de football, le Club Atletico Boca Juniors, où a joué Diego Maradona, ainsi que son terrible stade, La Bombonera.

## Galerie

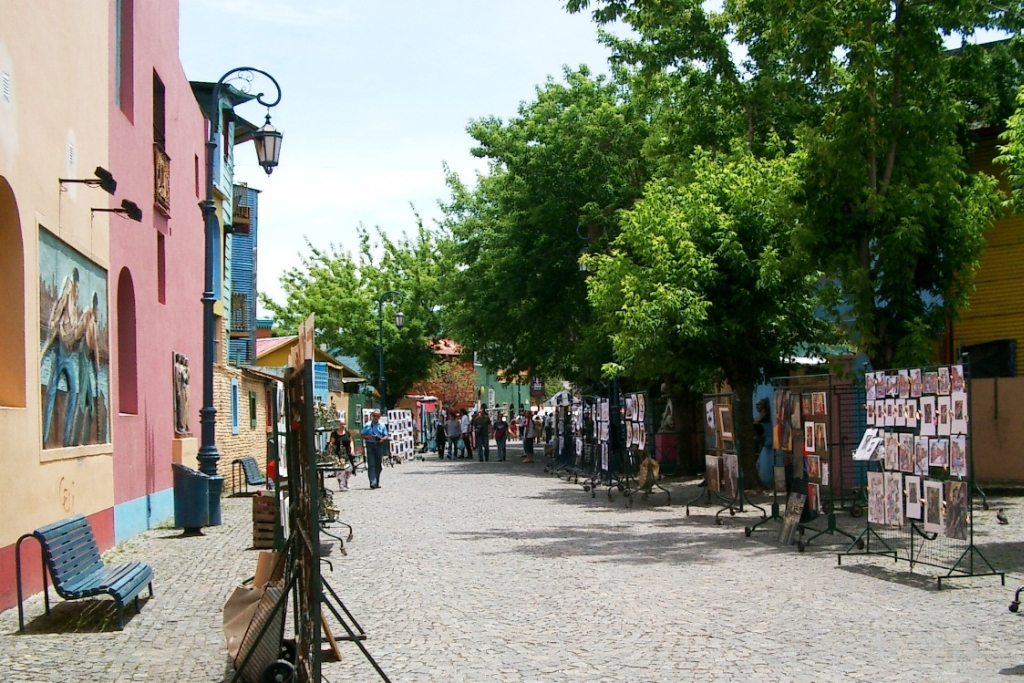
La rue Caminito
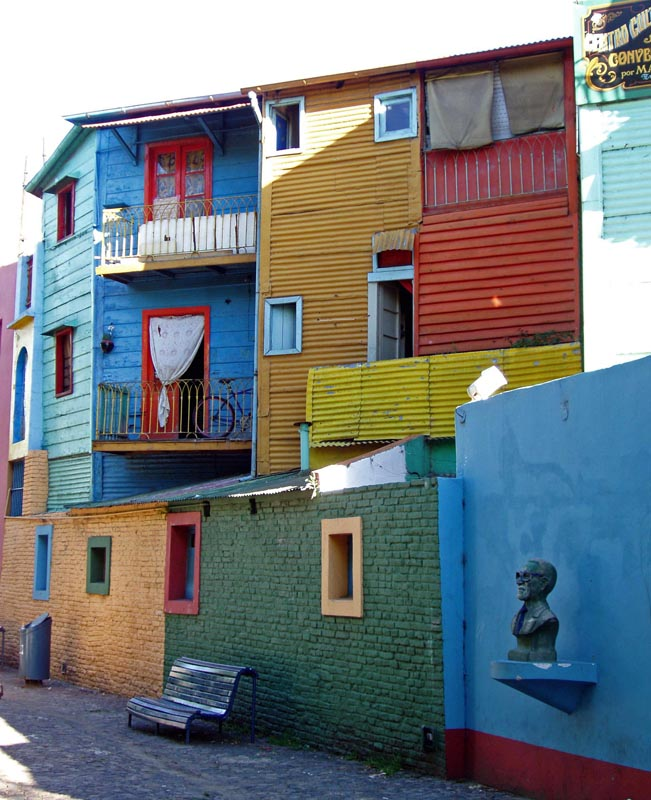
Les façades colorées de La Boca.
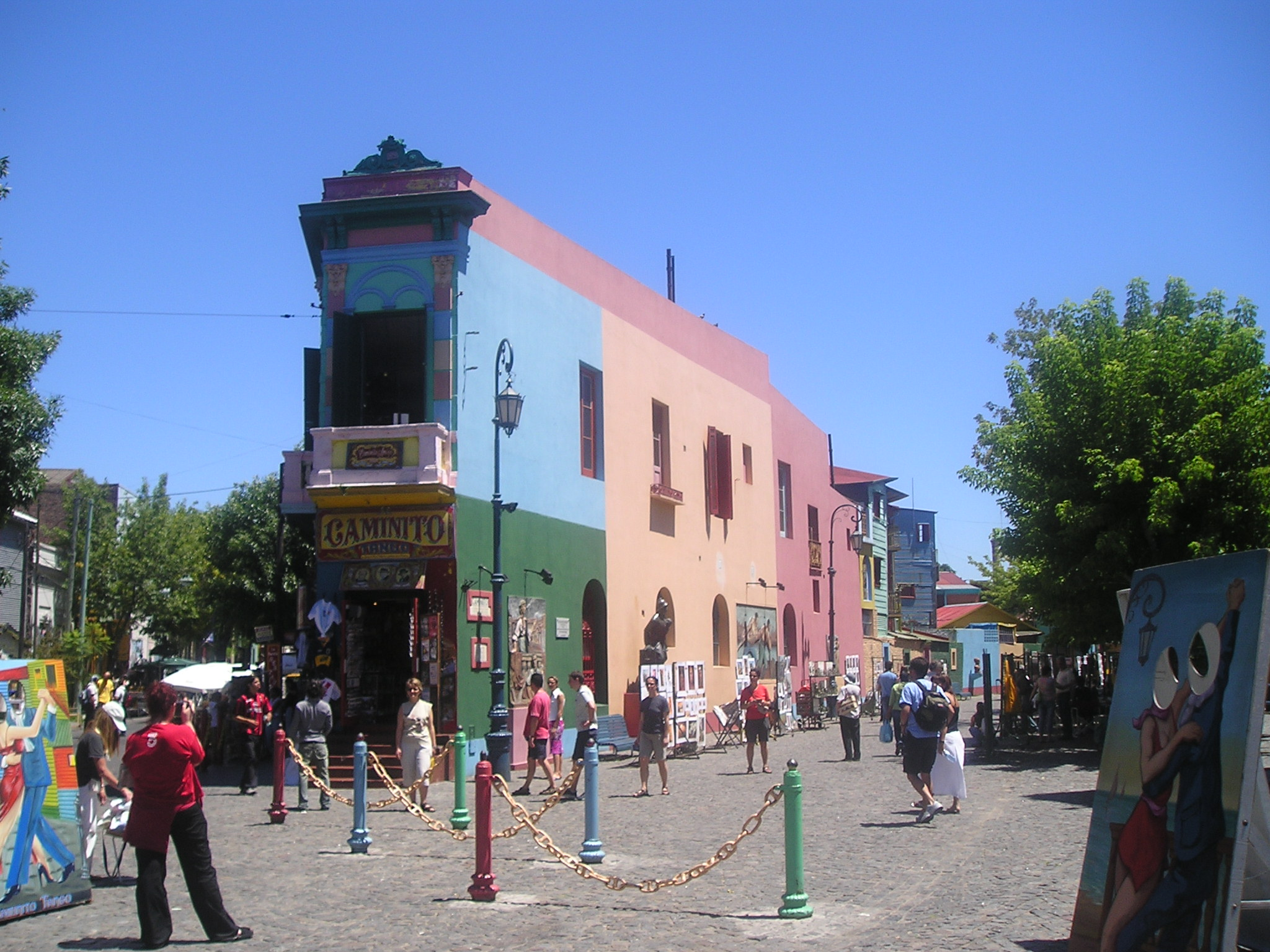
Entrée du Caminito
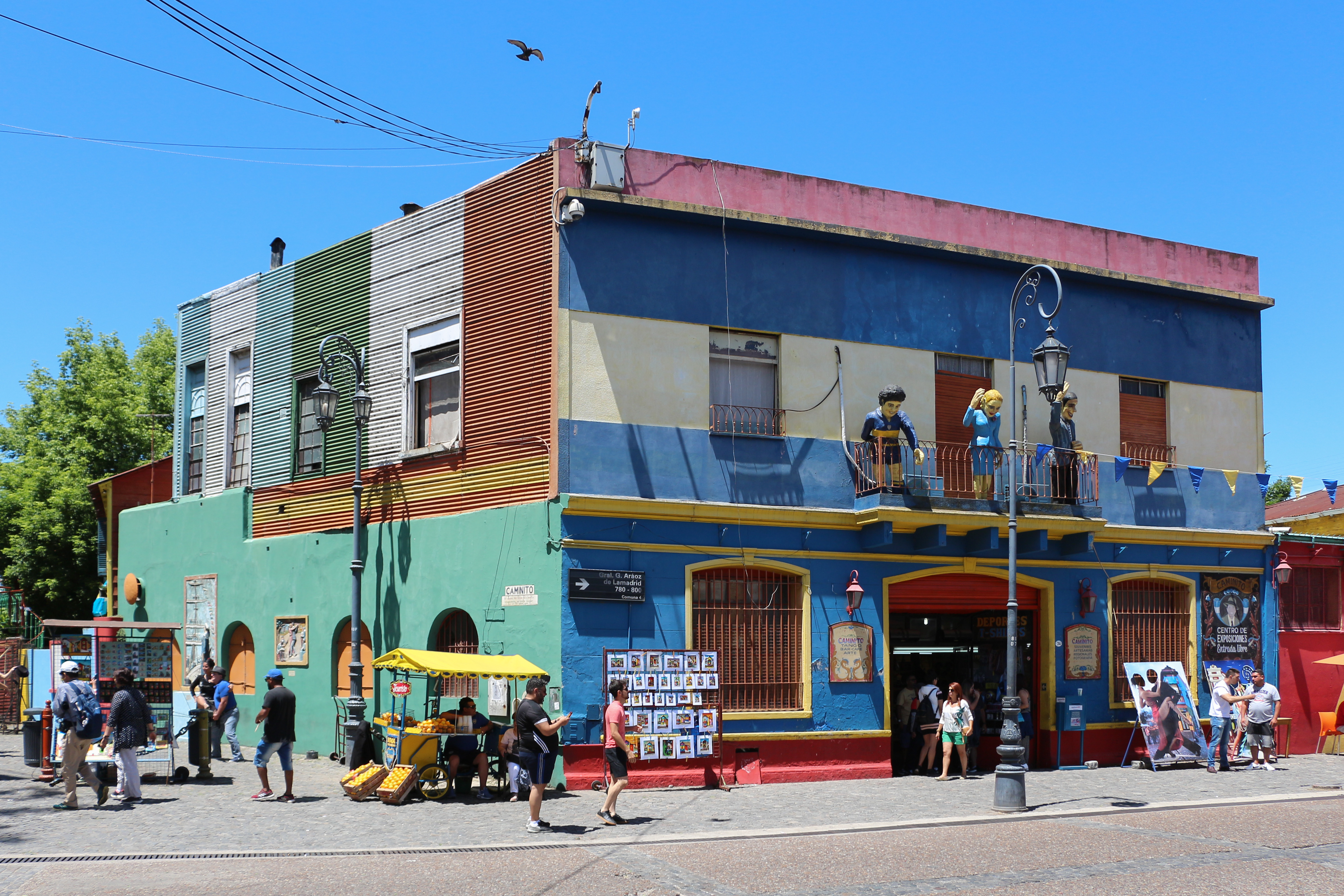
Édifice à La Boca
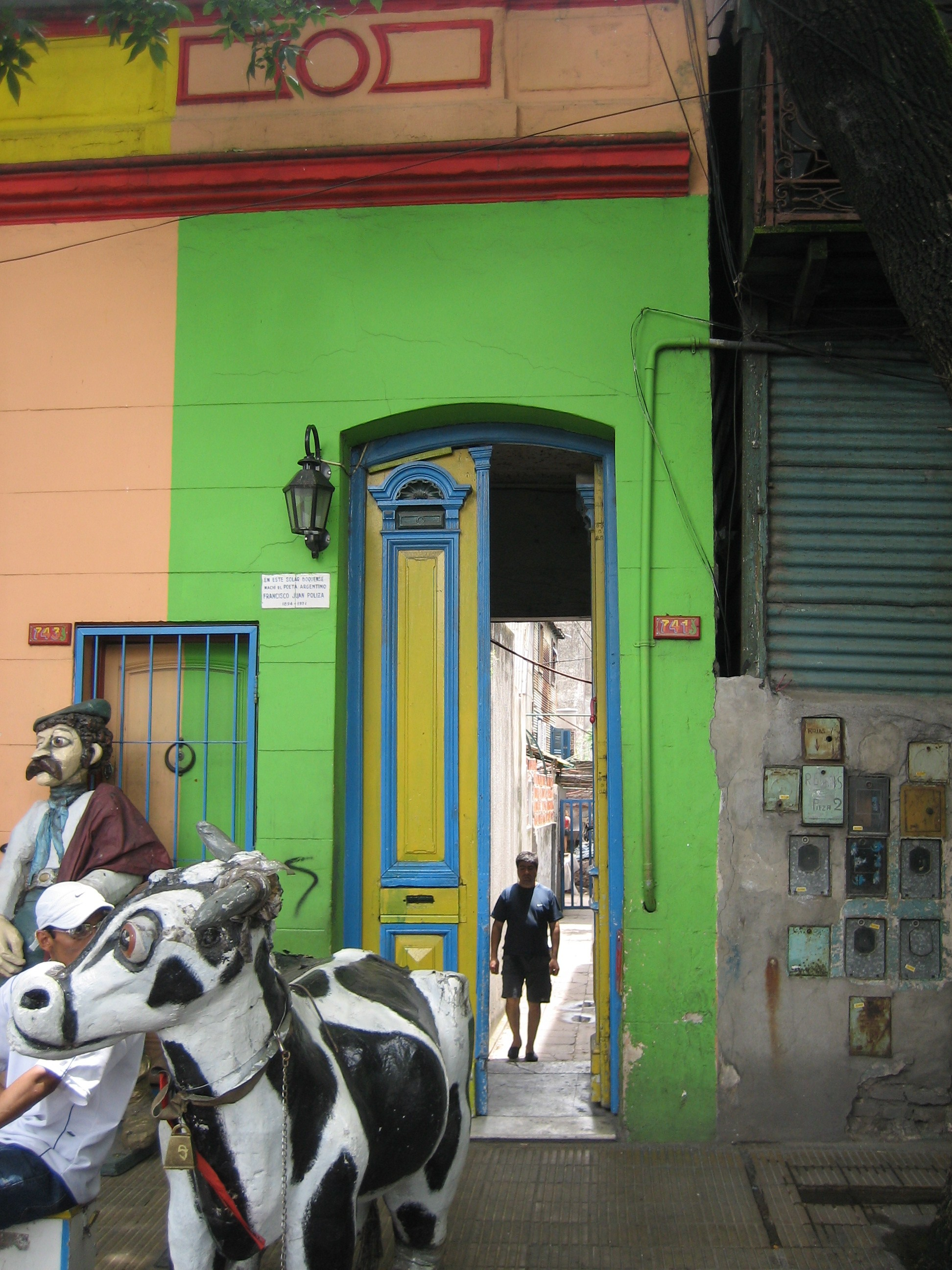
Aráoz de Lamadrid 741
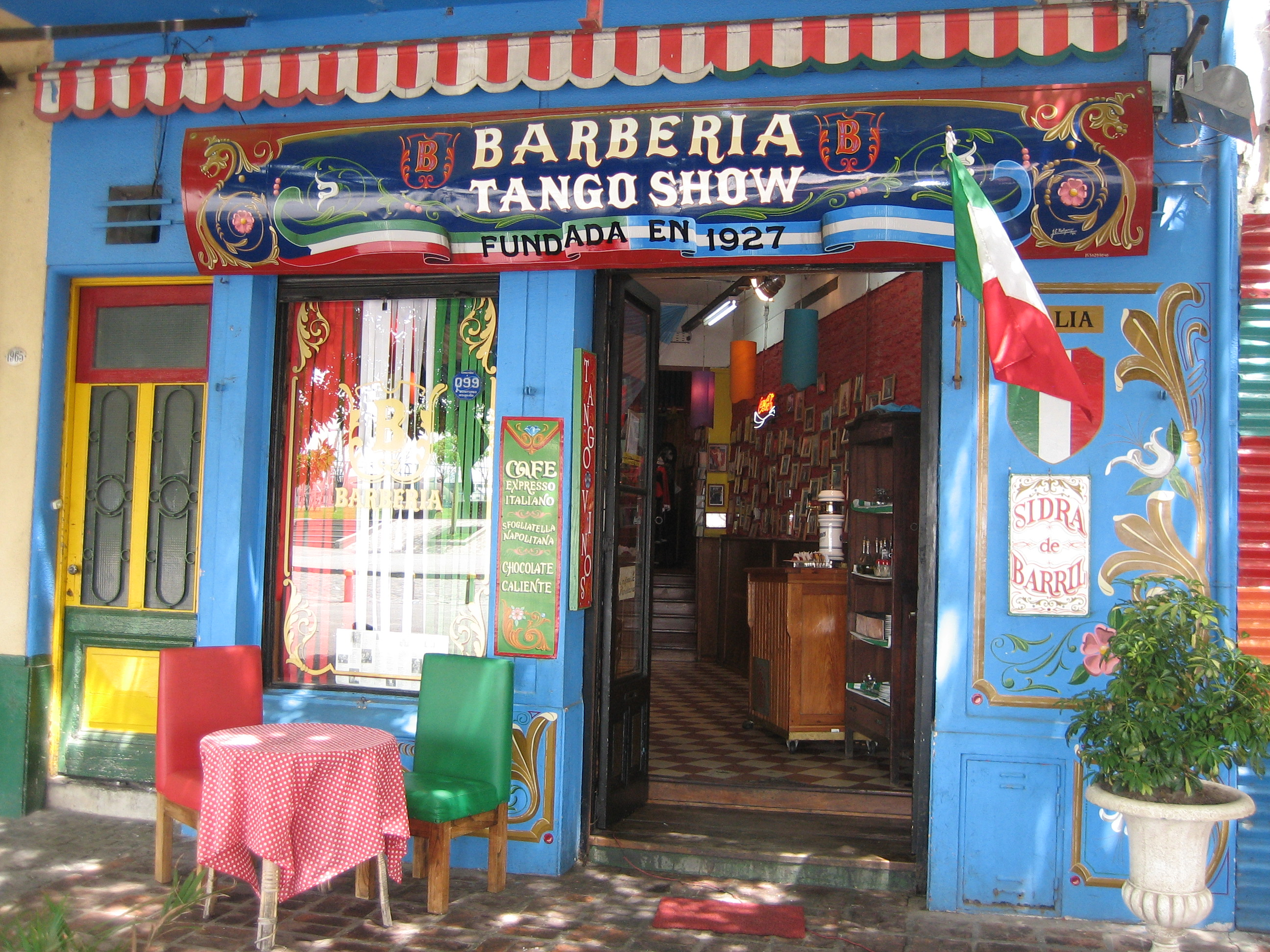
Barberia Tango Show
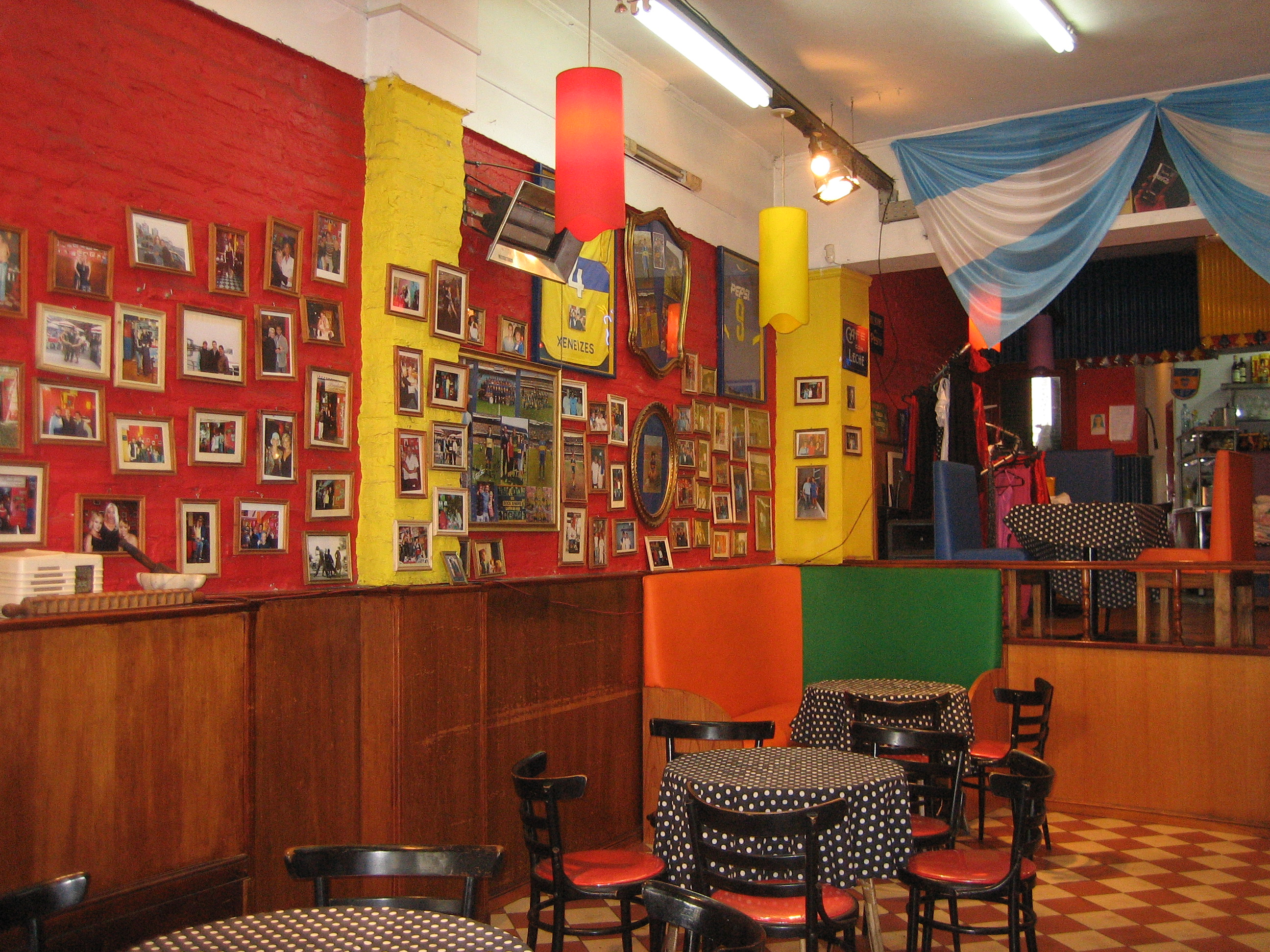
Barberia, intérieur
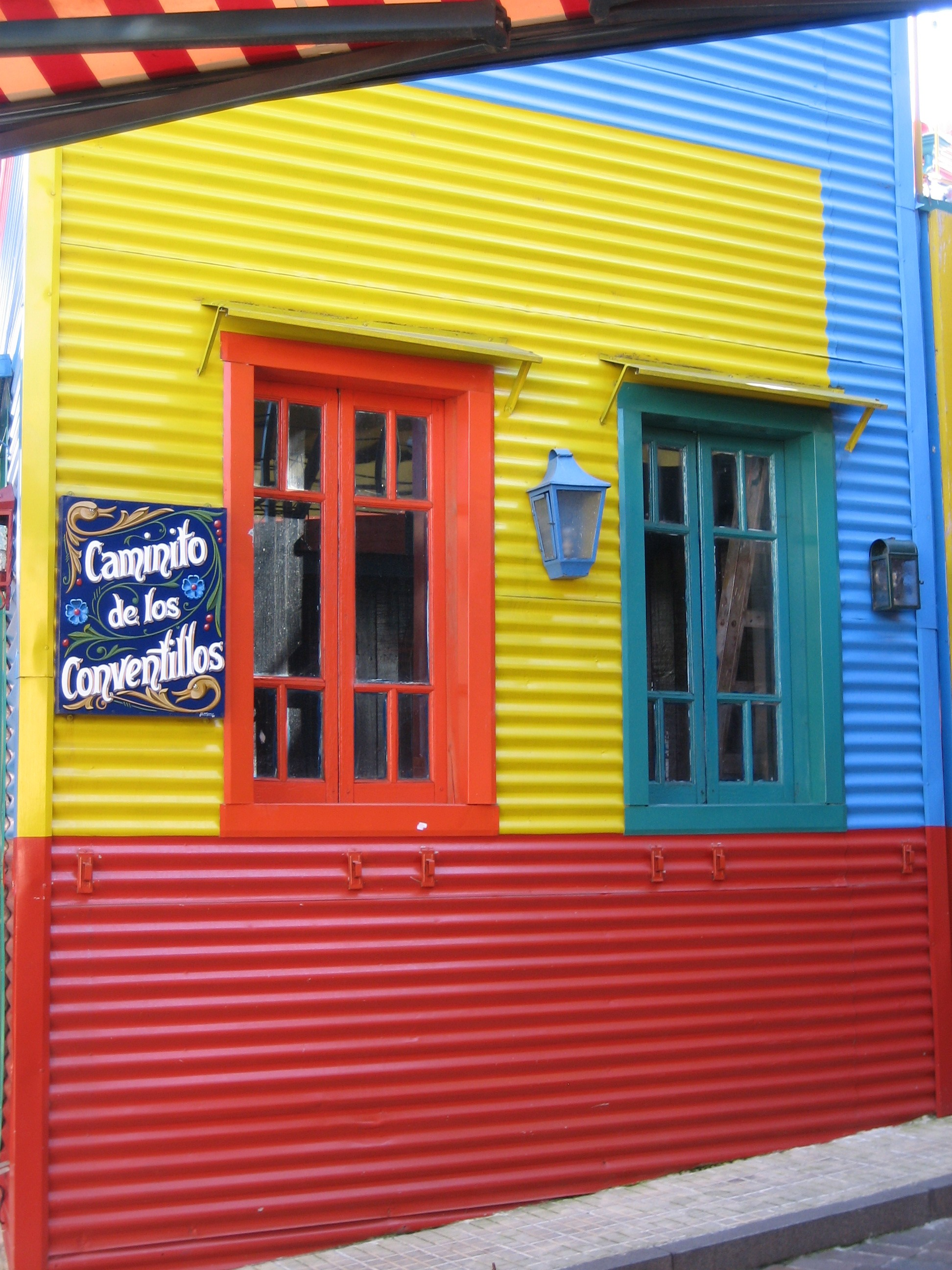
Caminito de los Conventillos
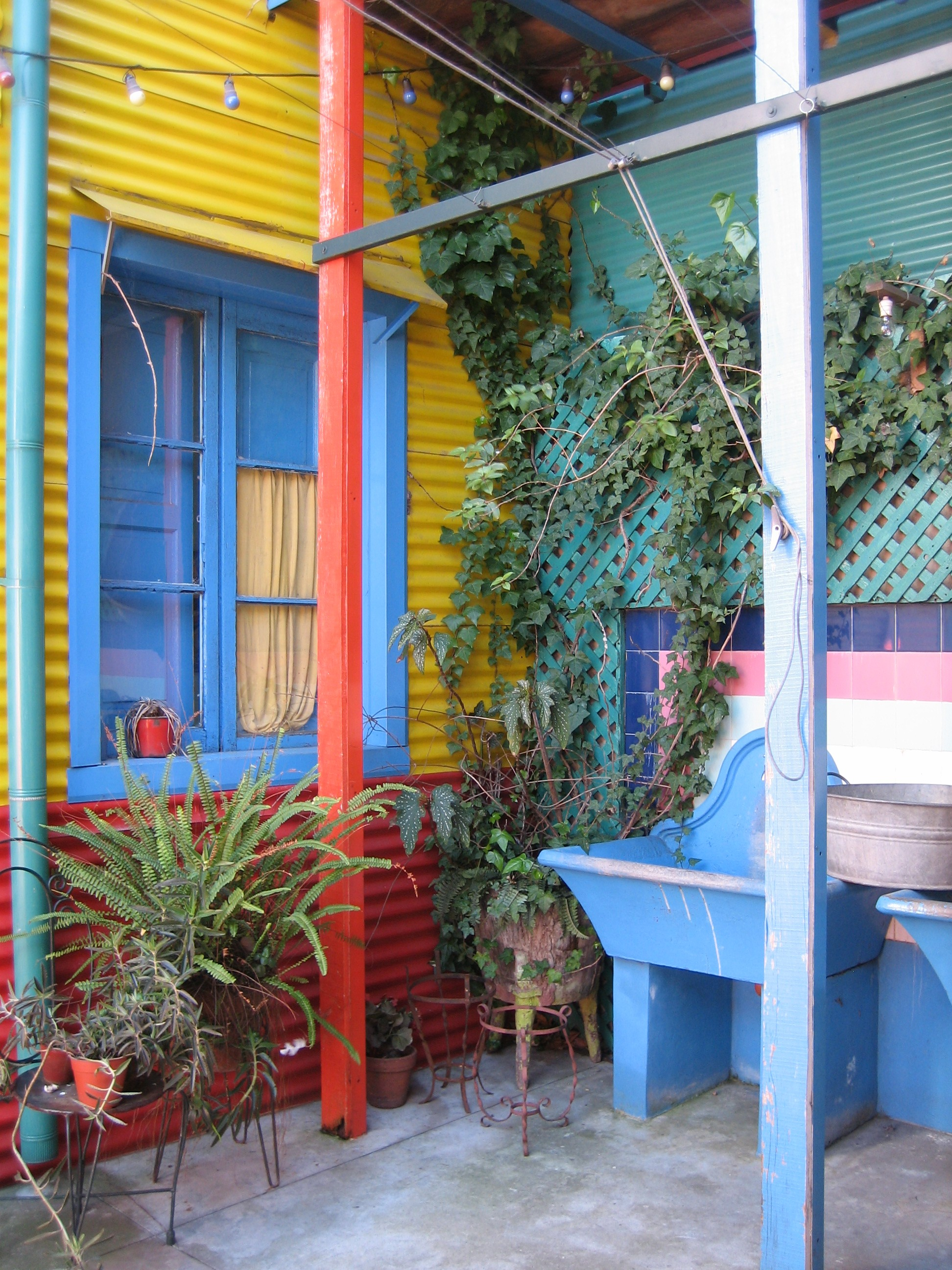
Caminito de los Conventillos
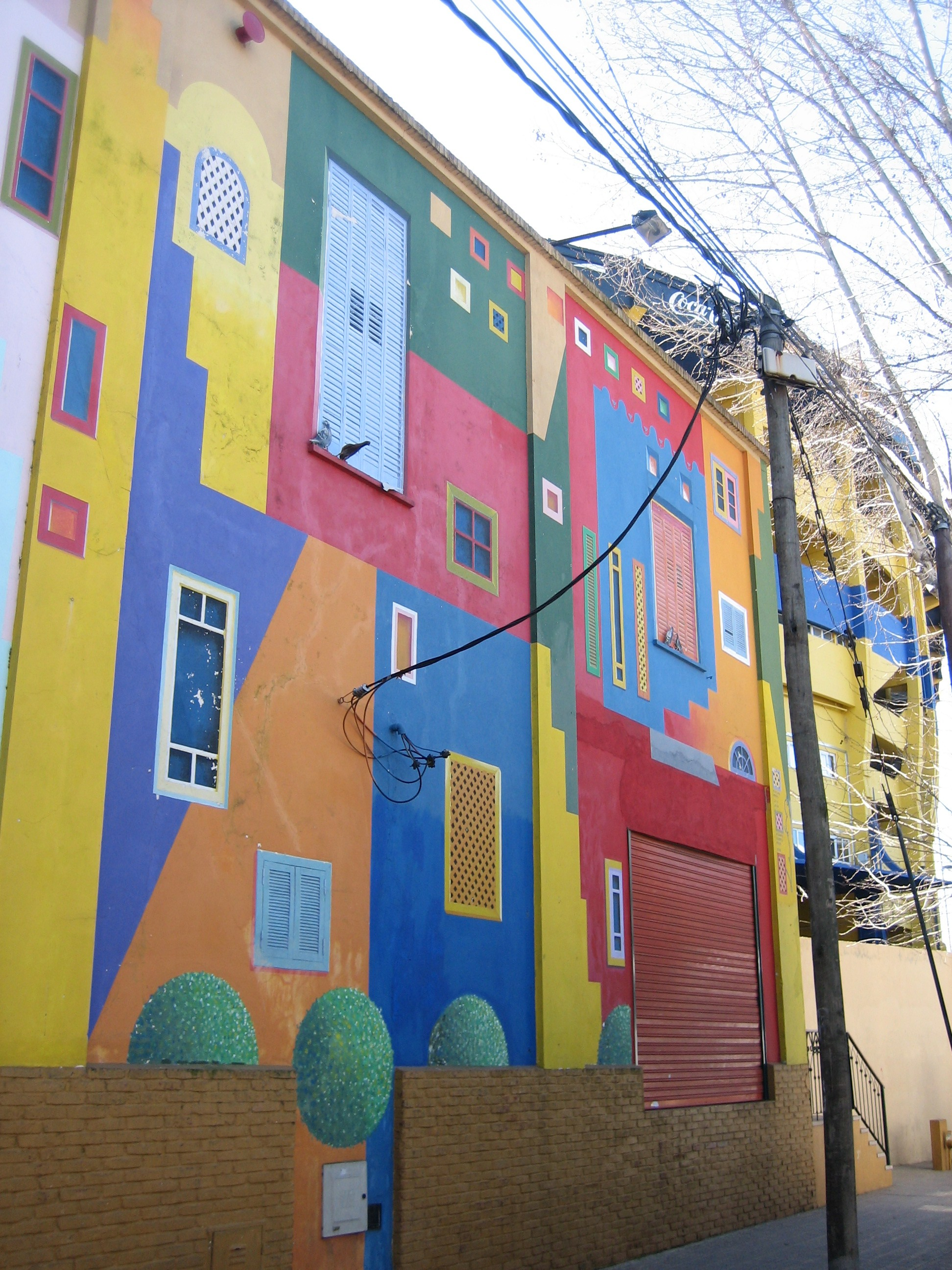
Caminito de los Conventillos
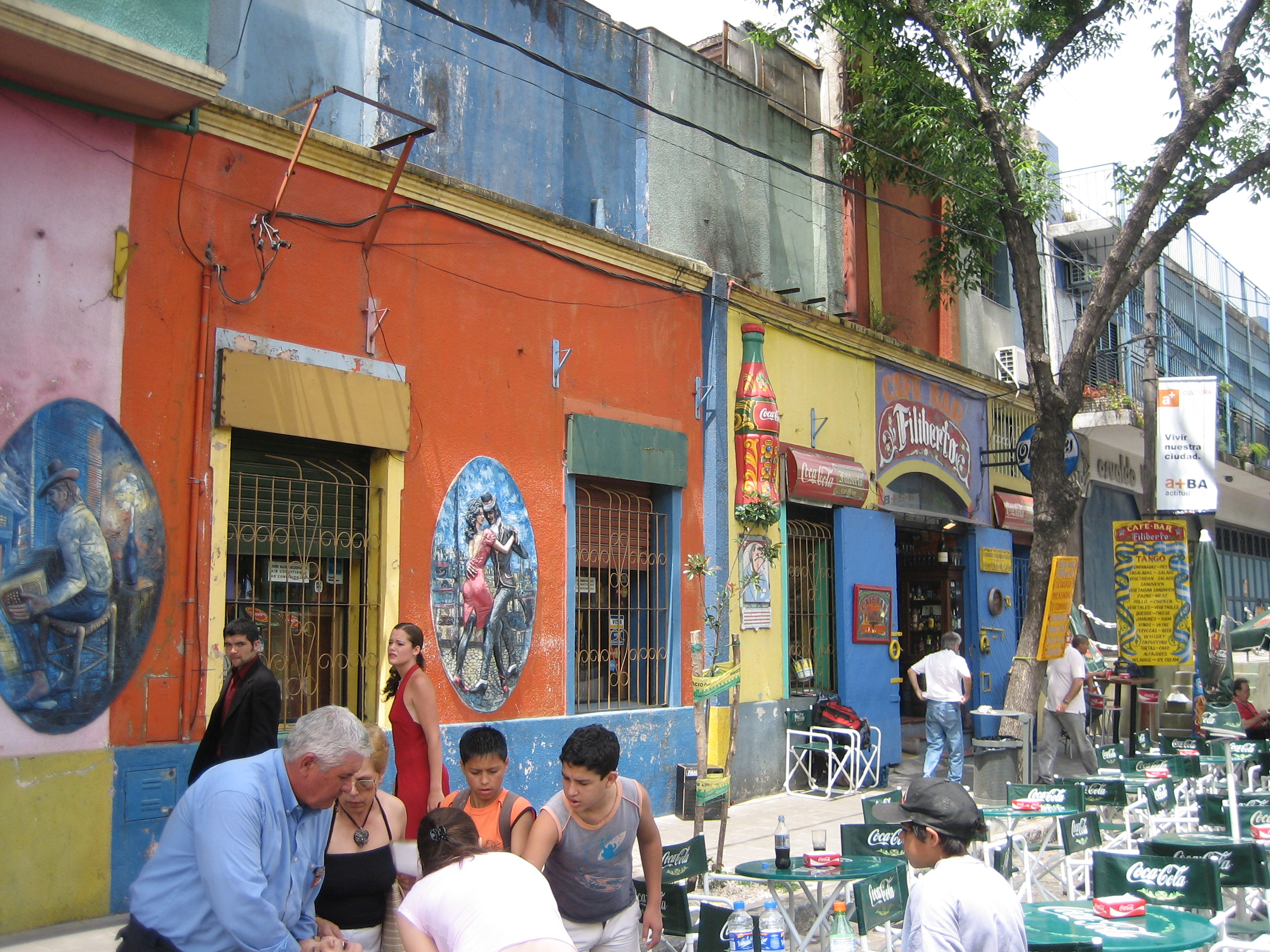
Cafe Bar Filiberto
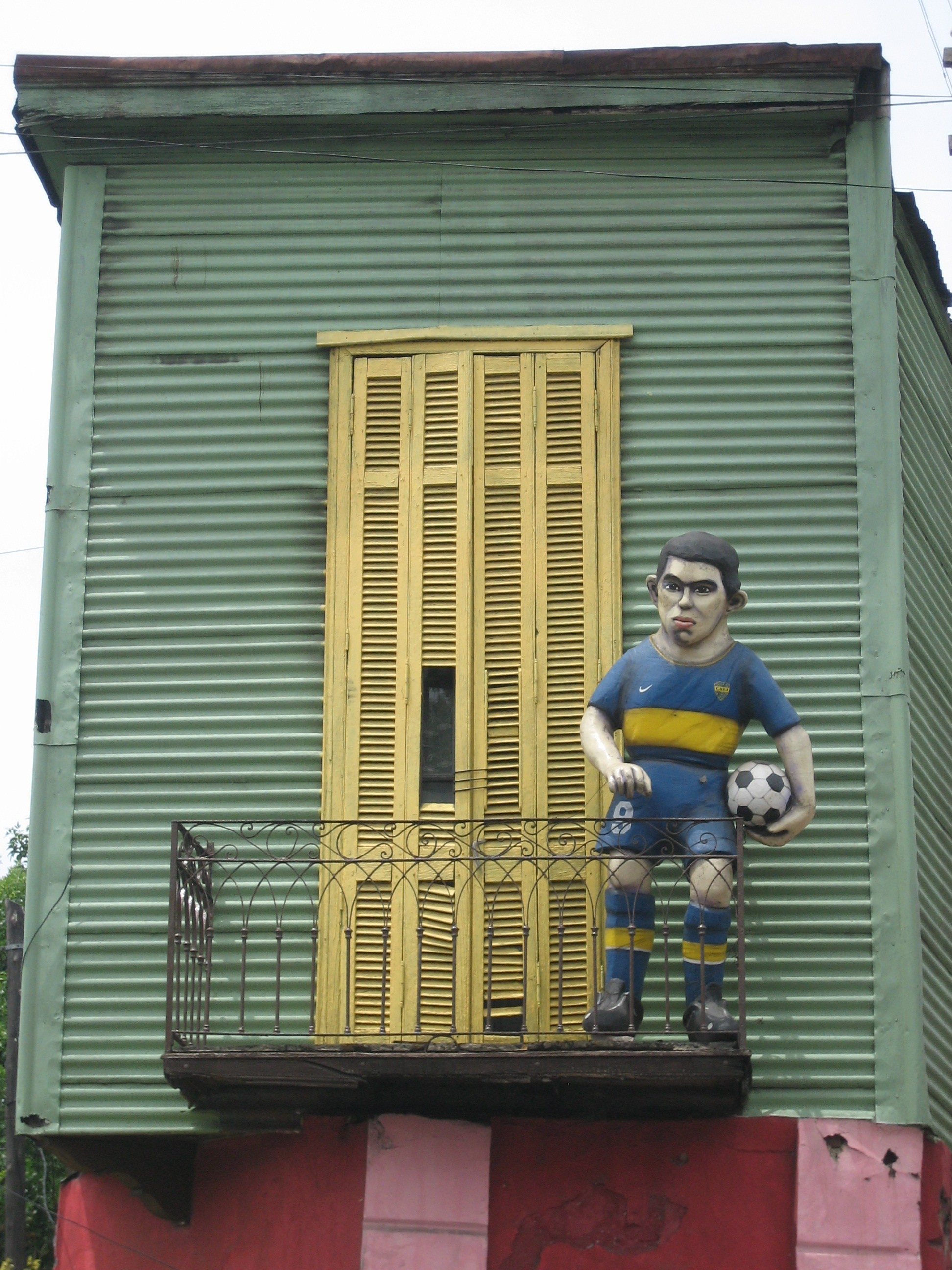
Reproduction de Carlos Tevez à La Boca
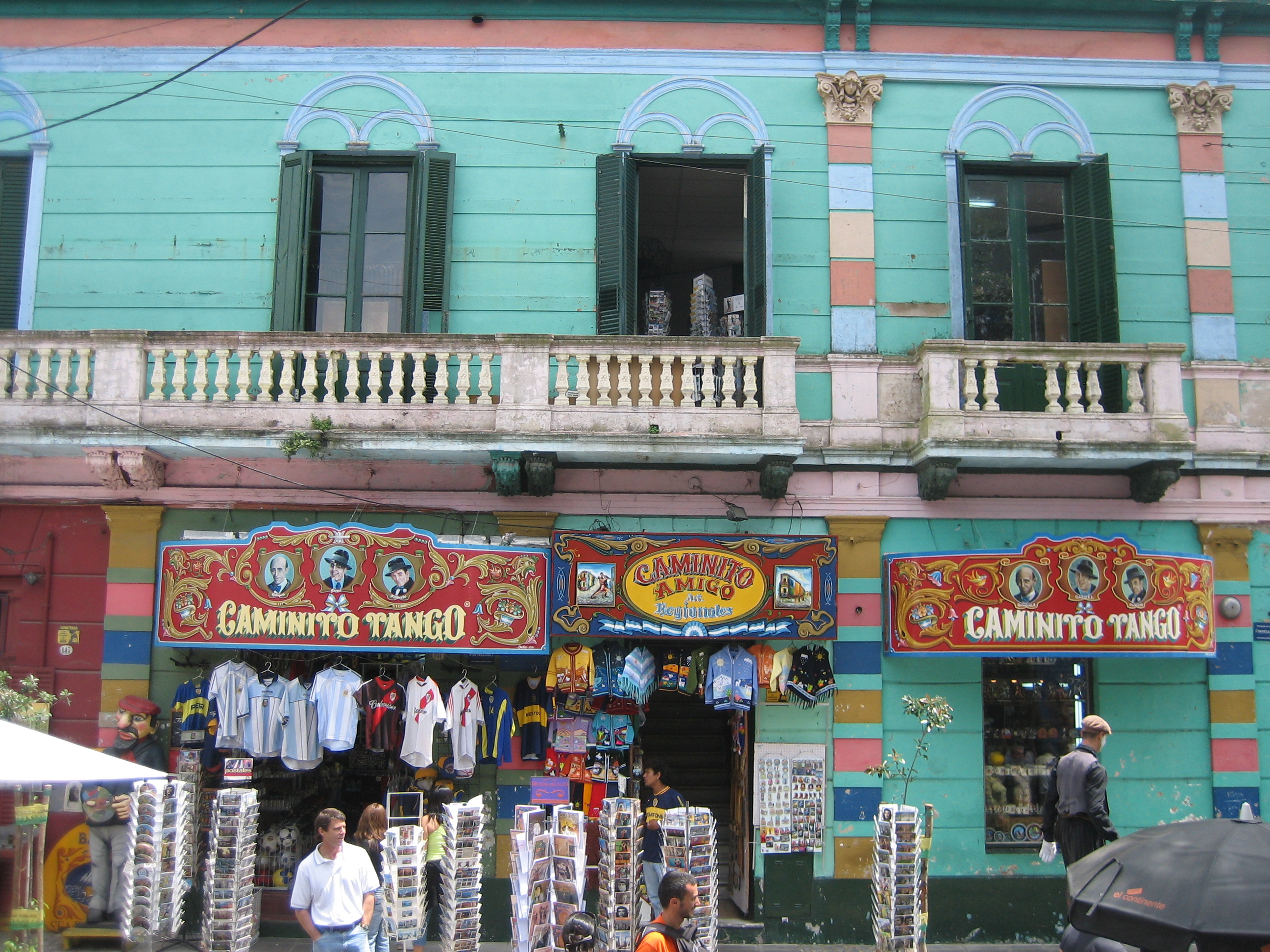
Boutique Caminito Tango
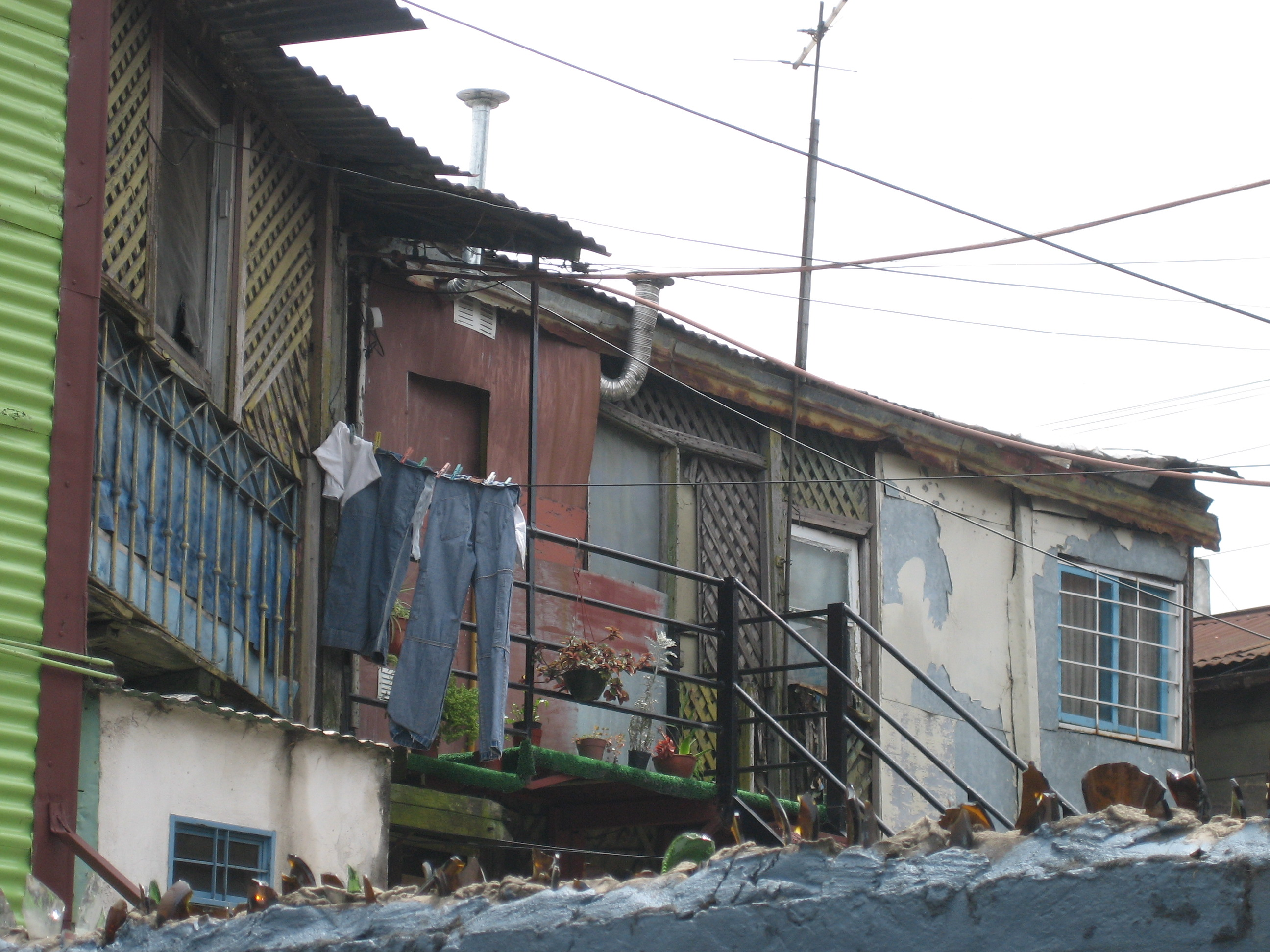
Maison à Calle Garibaldi
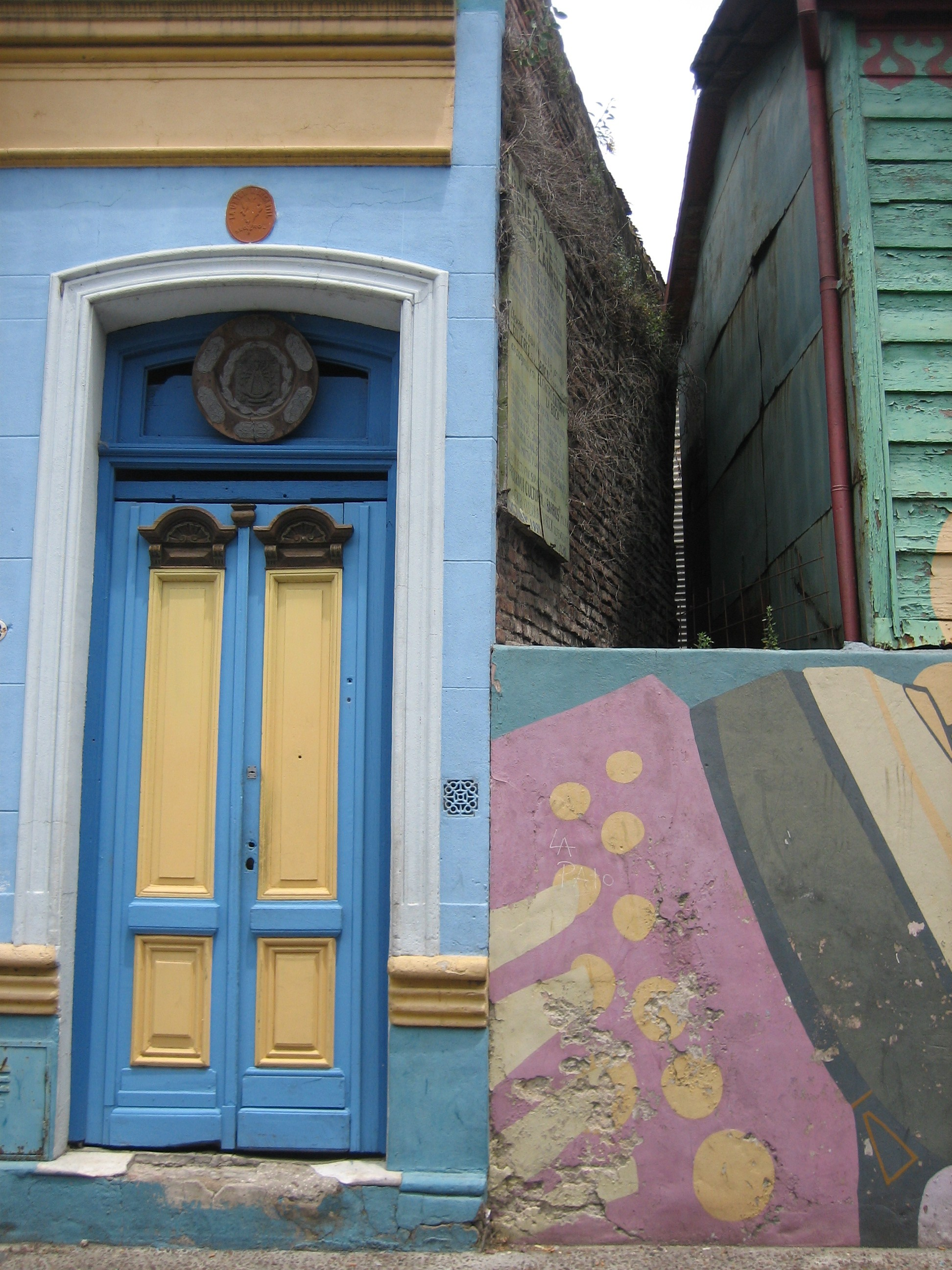
Maisons à La Boca
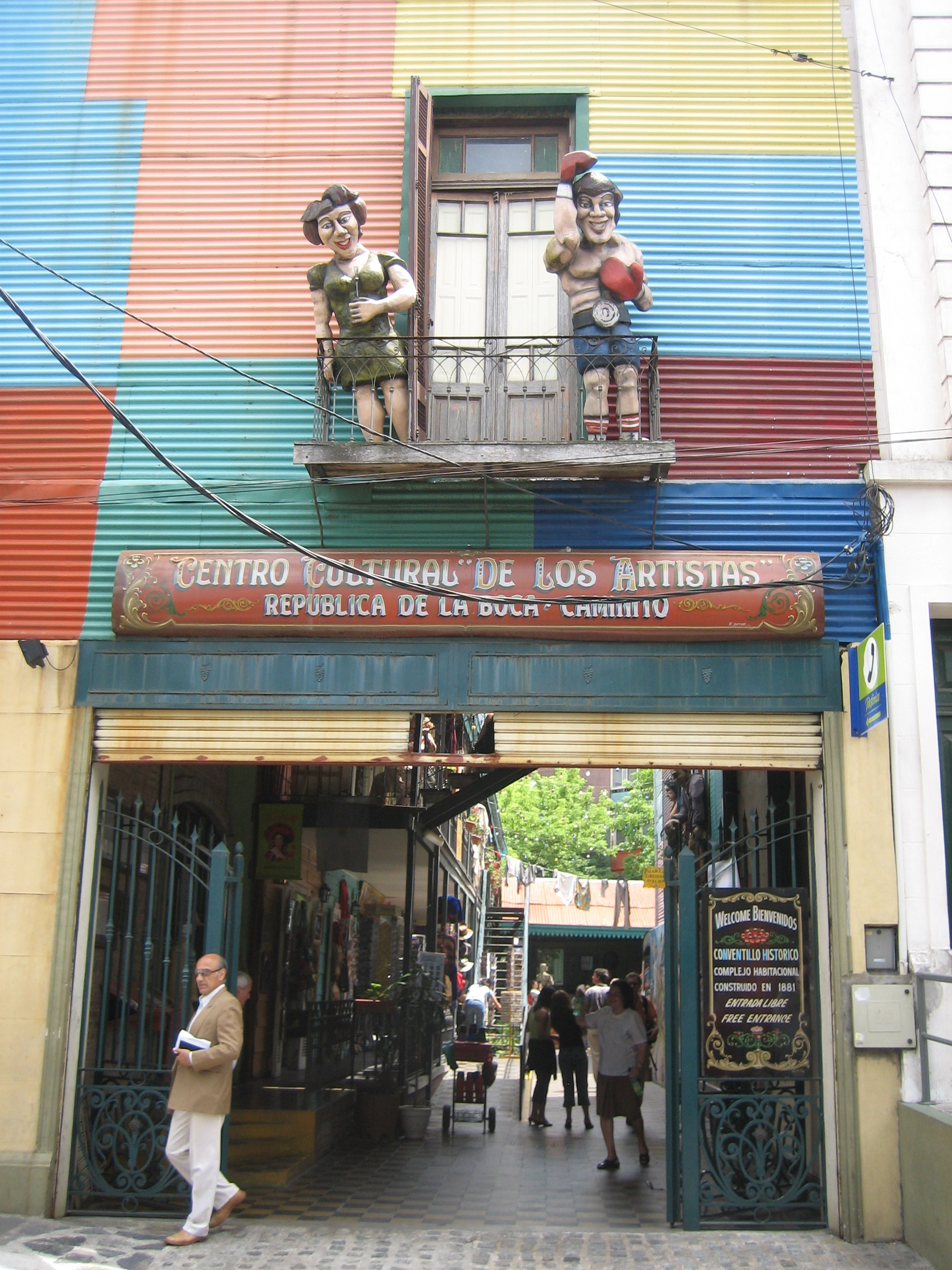
Entrée au Centro Cultural de los Artistas
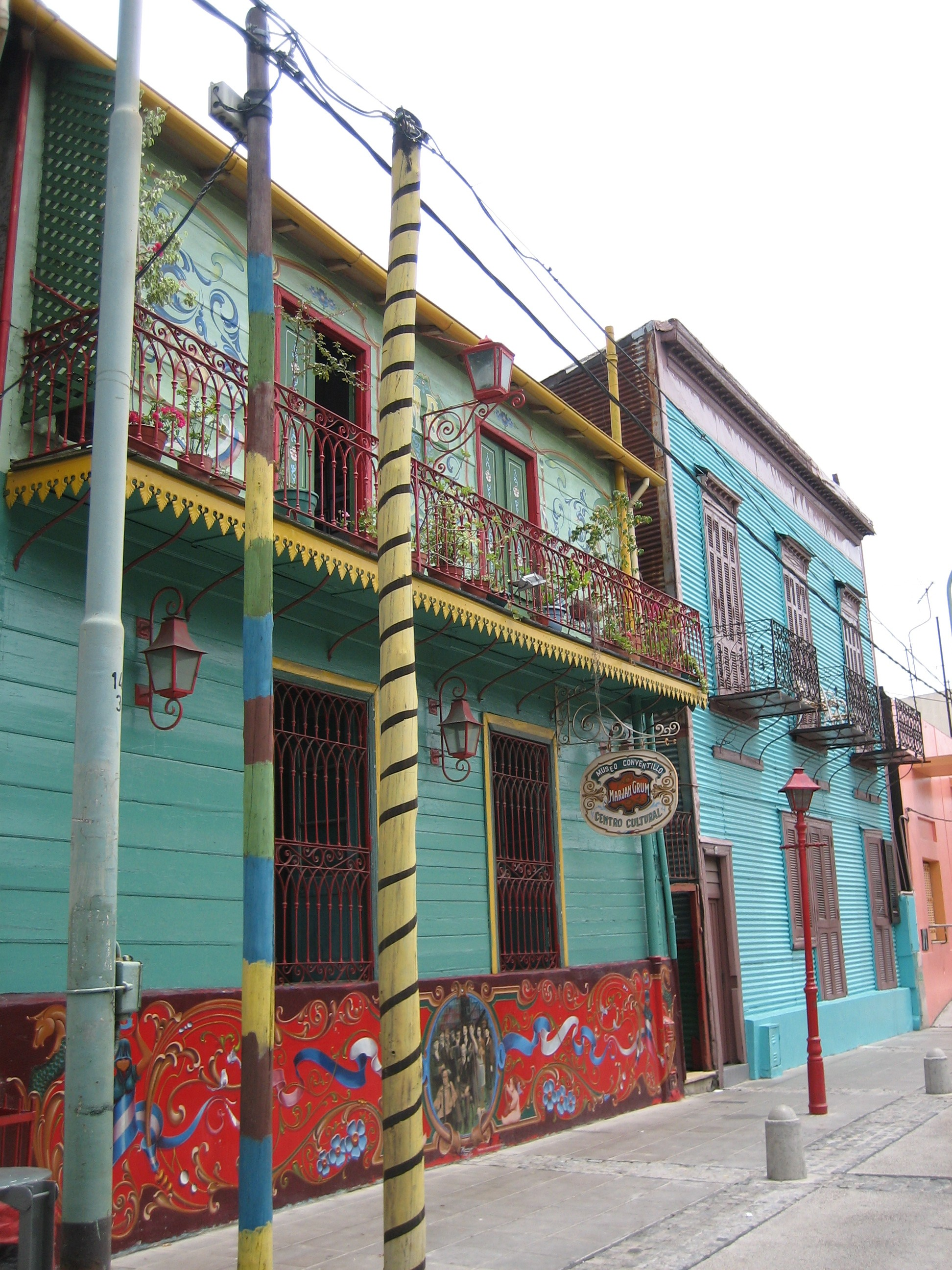
Centro Cultural Marjan Grum
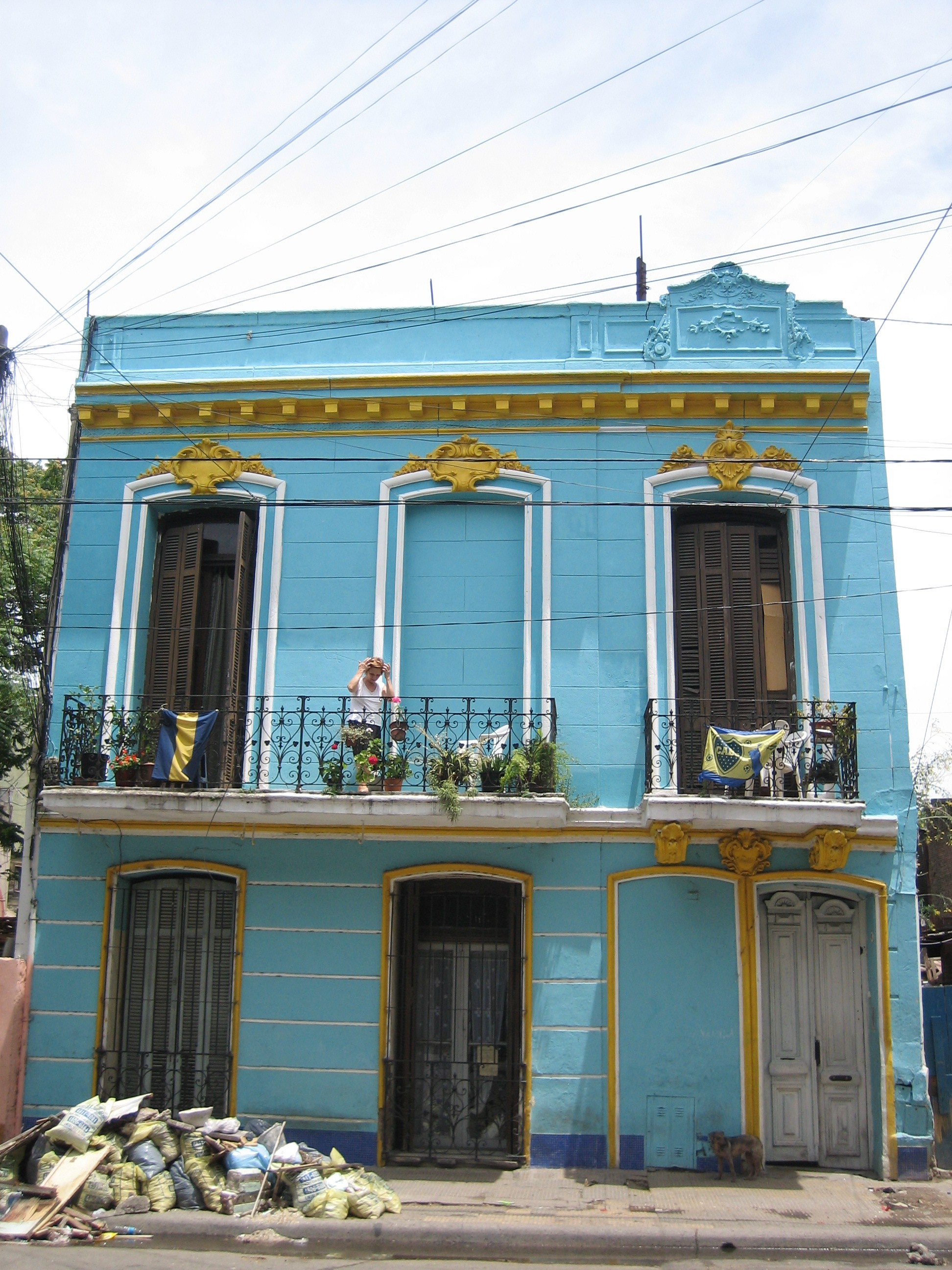
Maison typique de La Boca
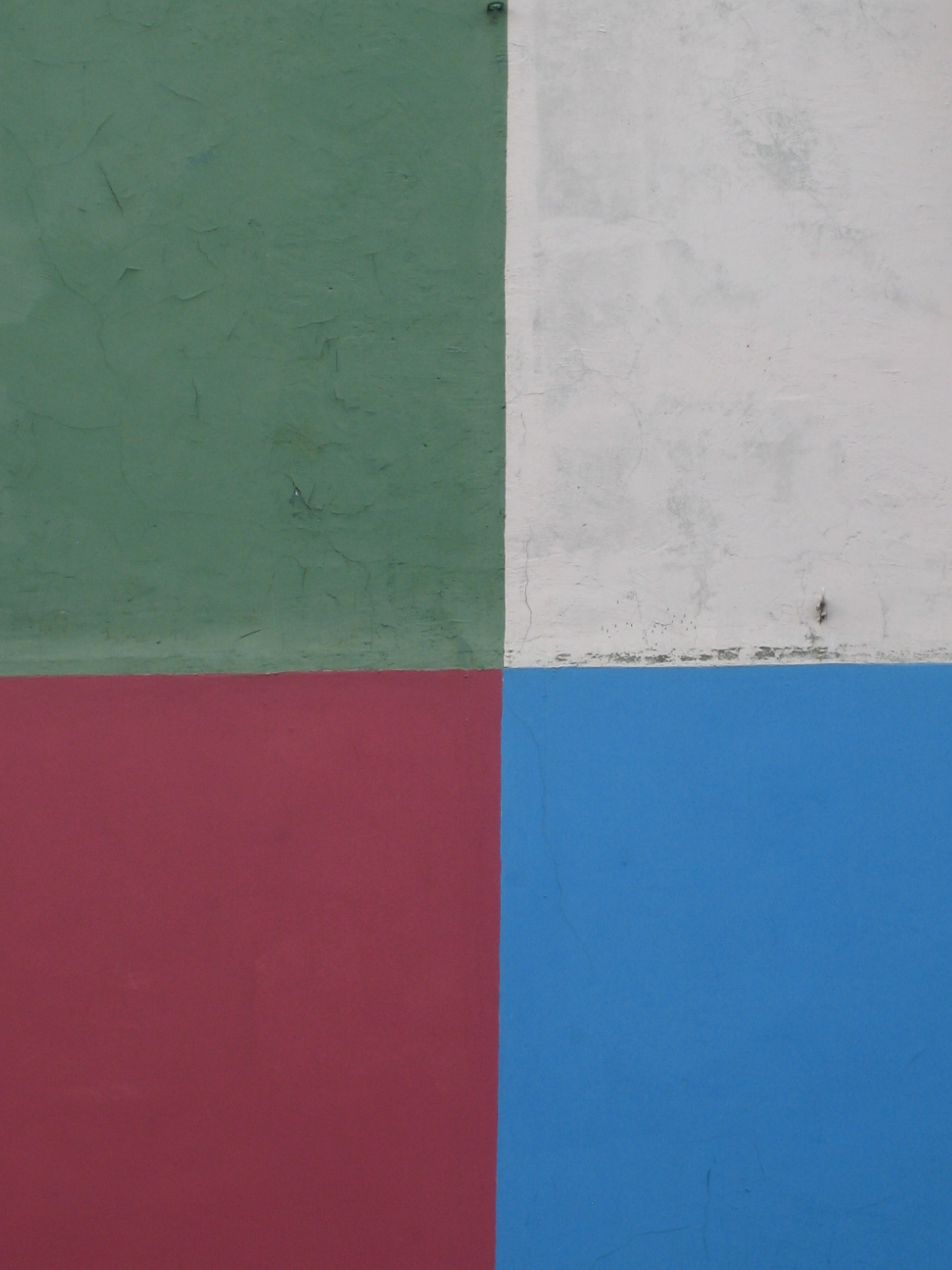
Couleurs d'une maison dans le Caminito
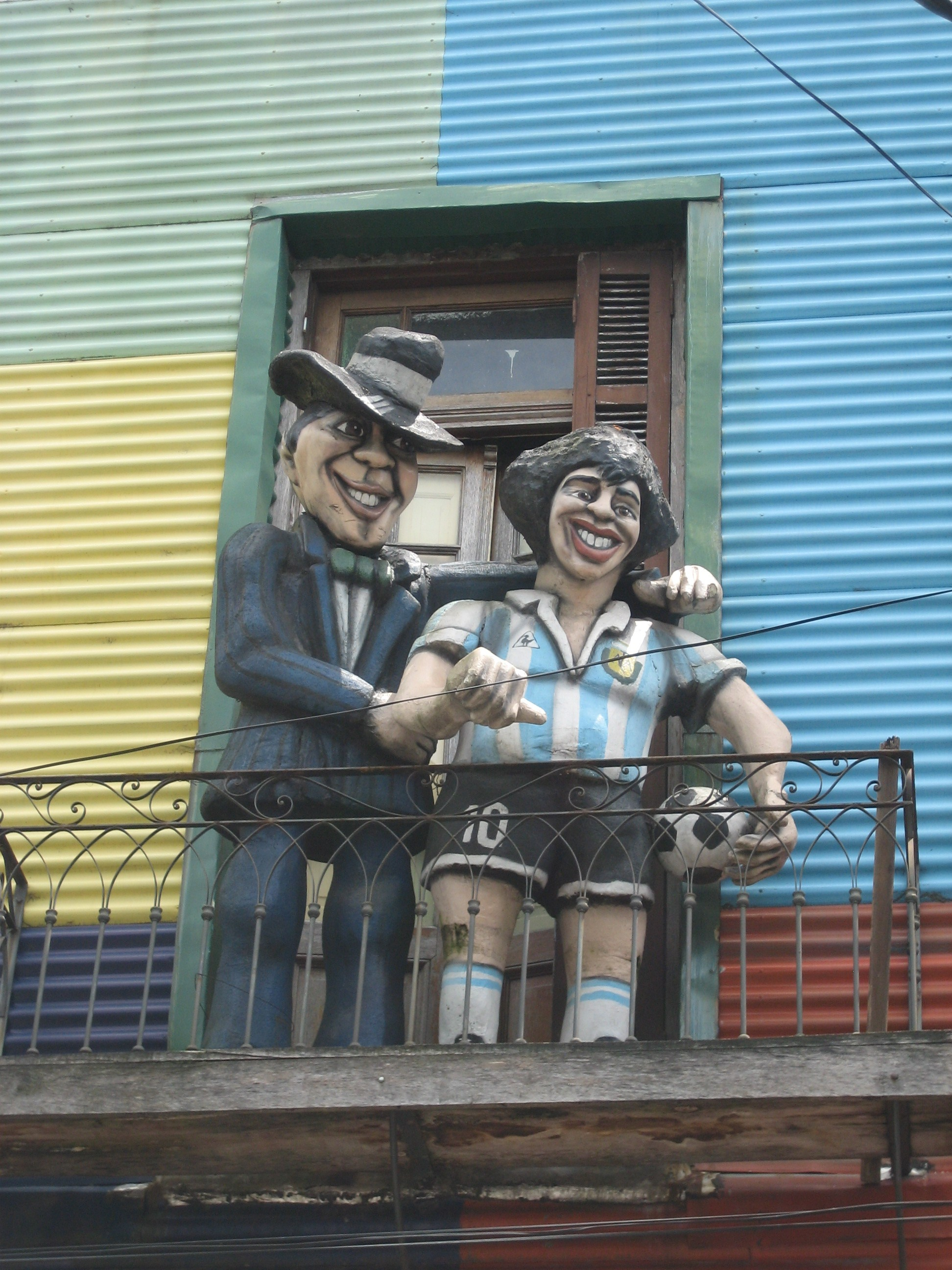
Statue de Diego au Centro de los Artistas
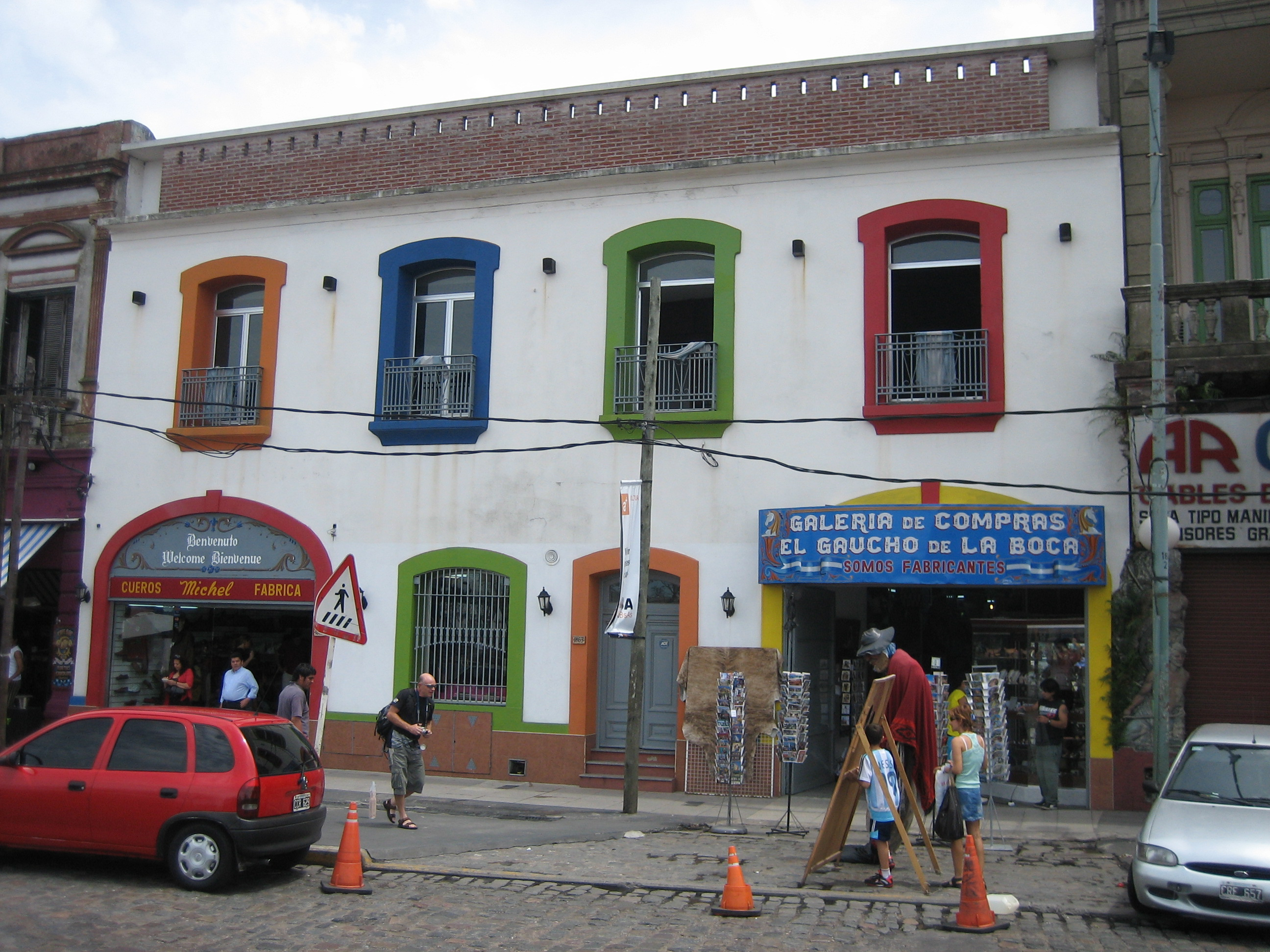
El Gaucho de La Boca
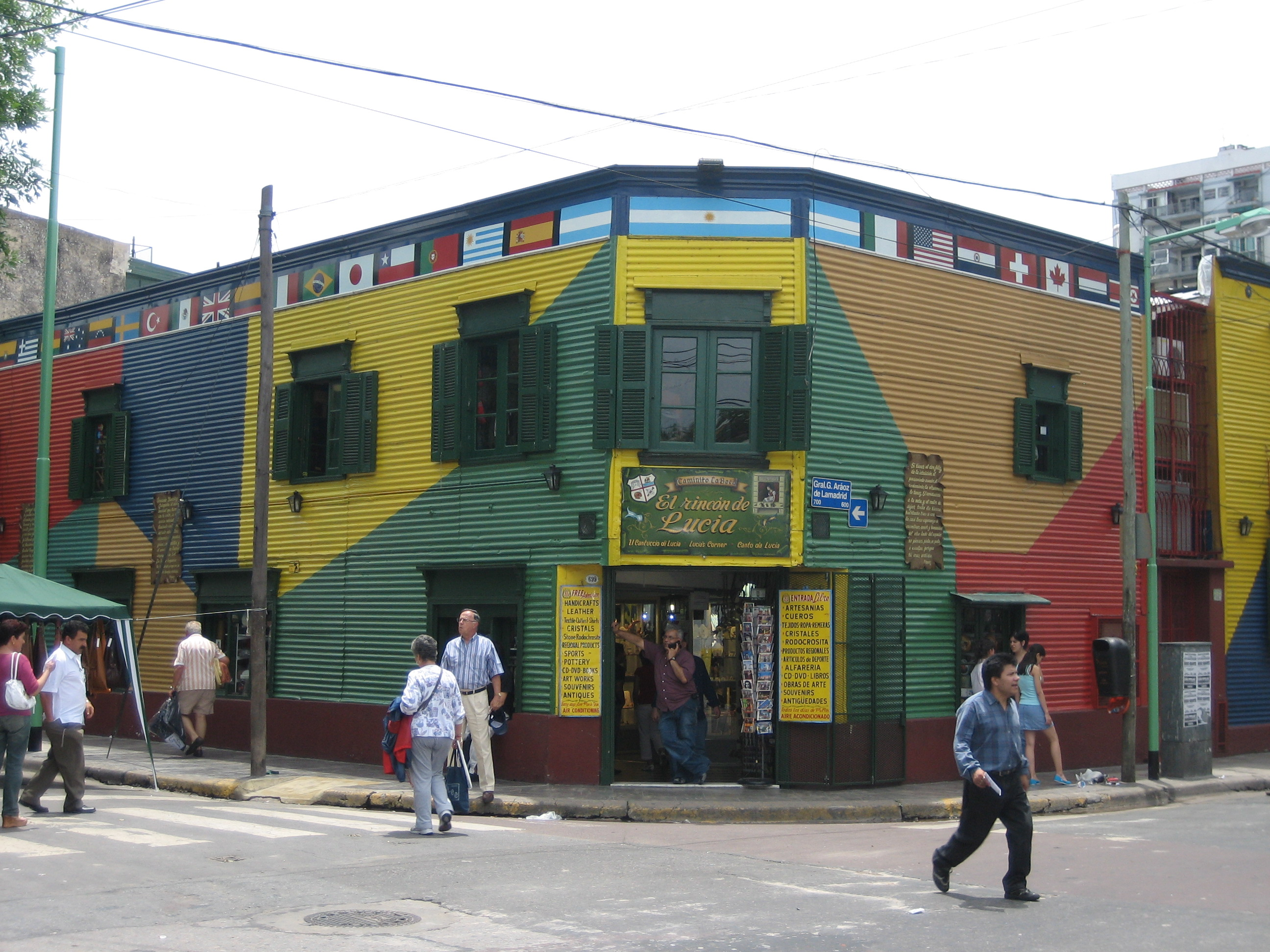
El Rincón de Lucia
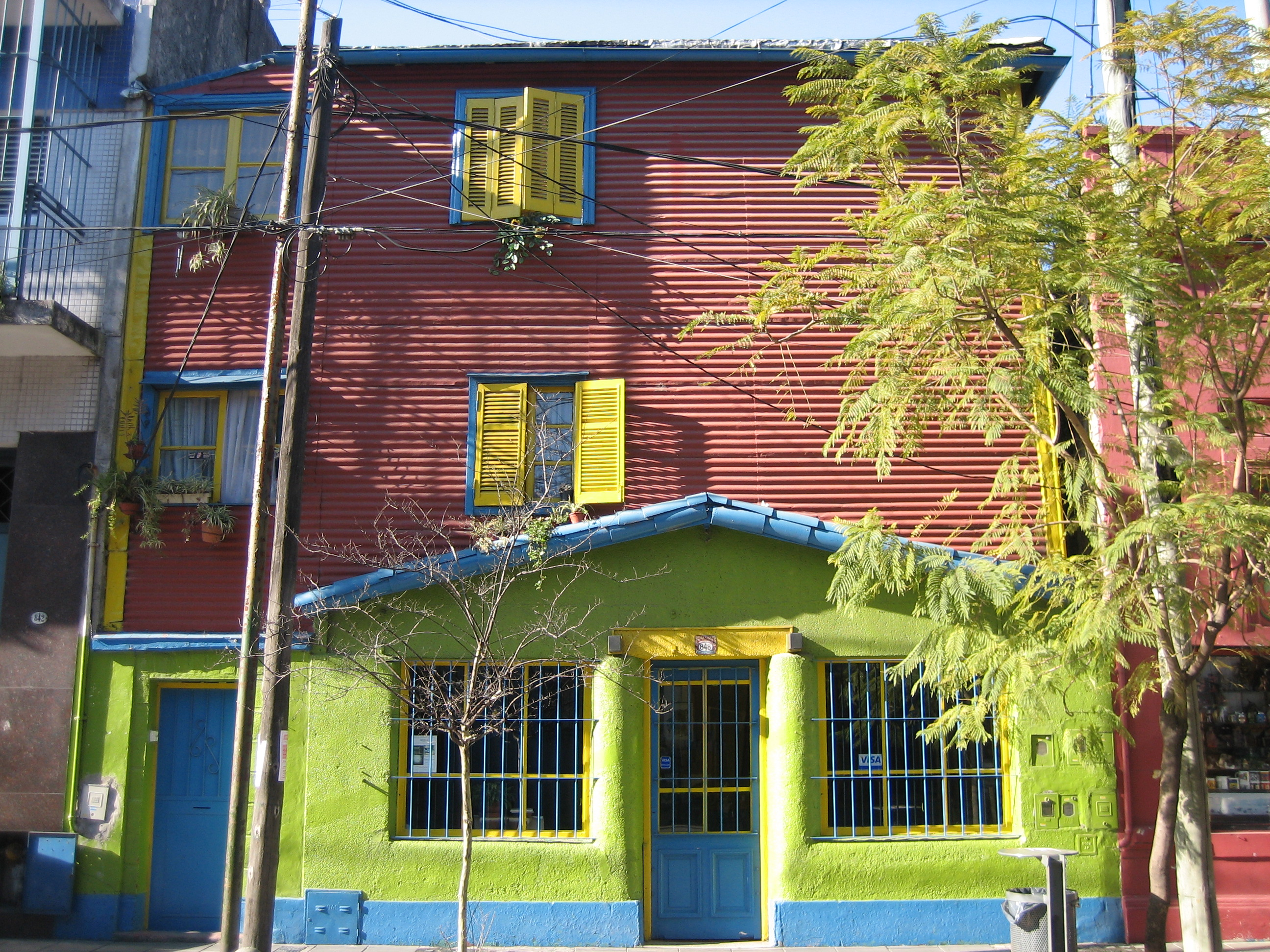
Maison de La Boca
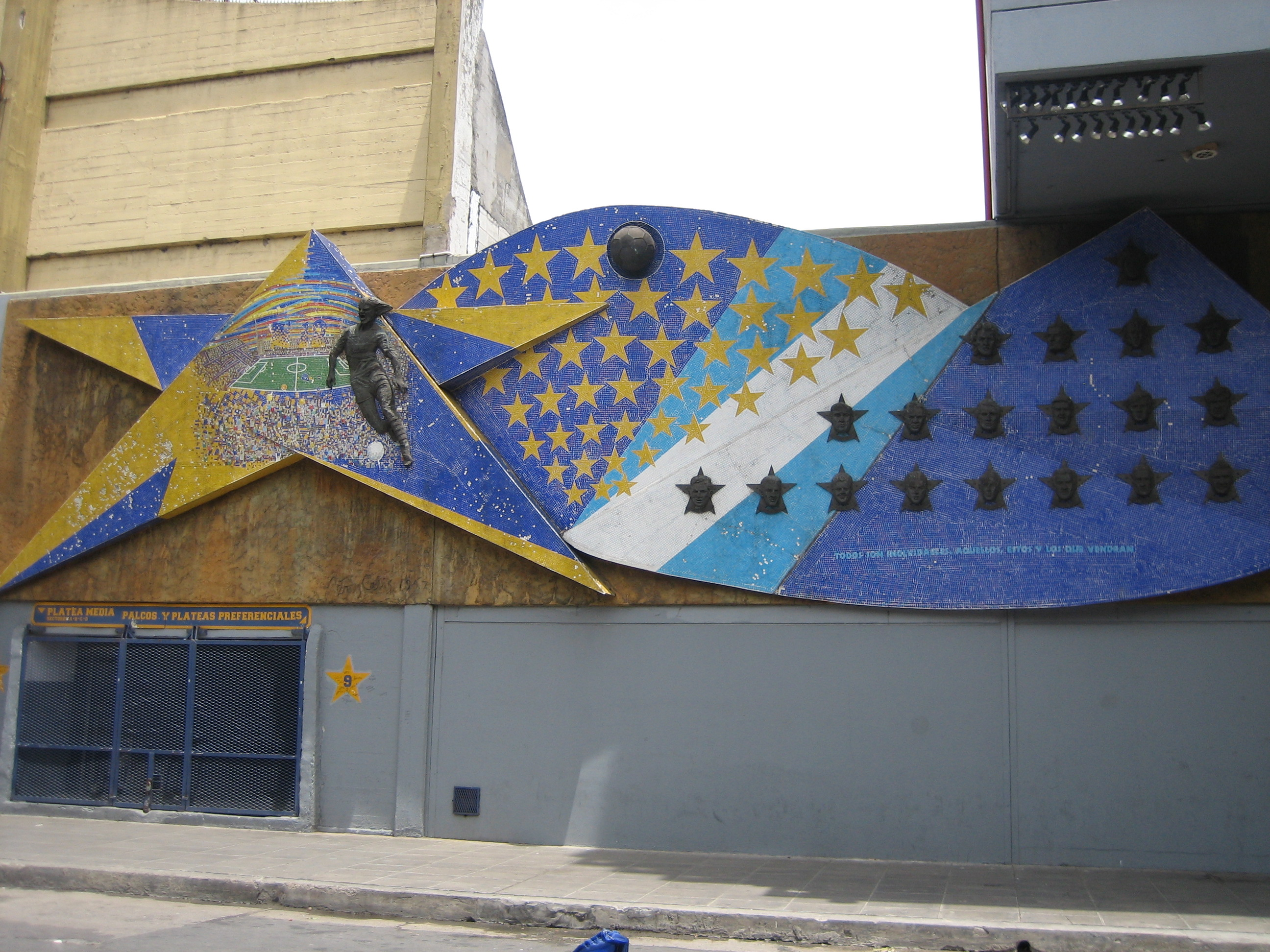
Les étoiles de la Bombonera
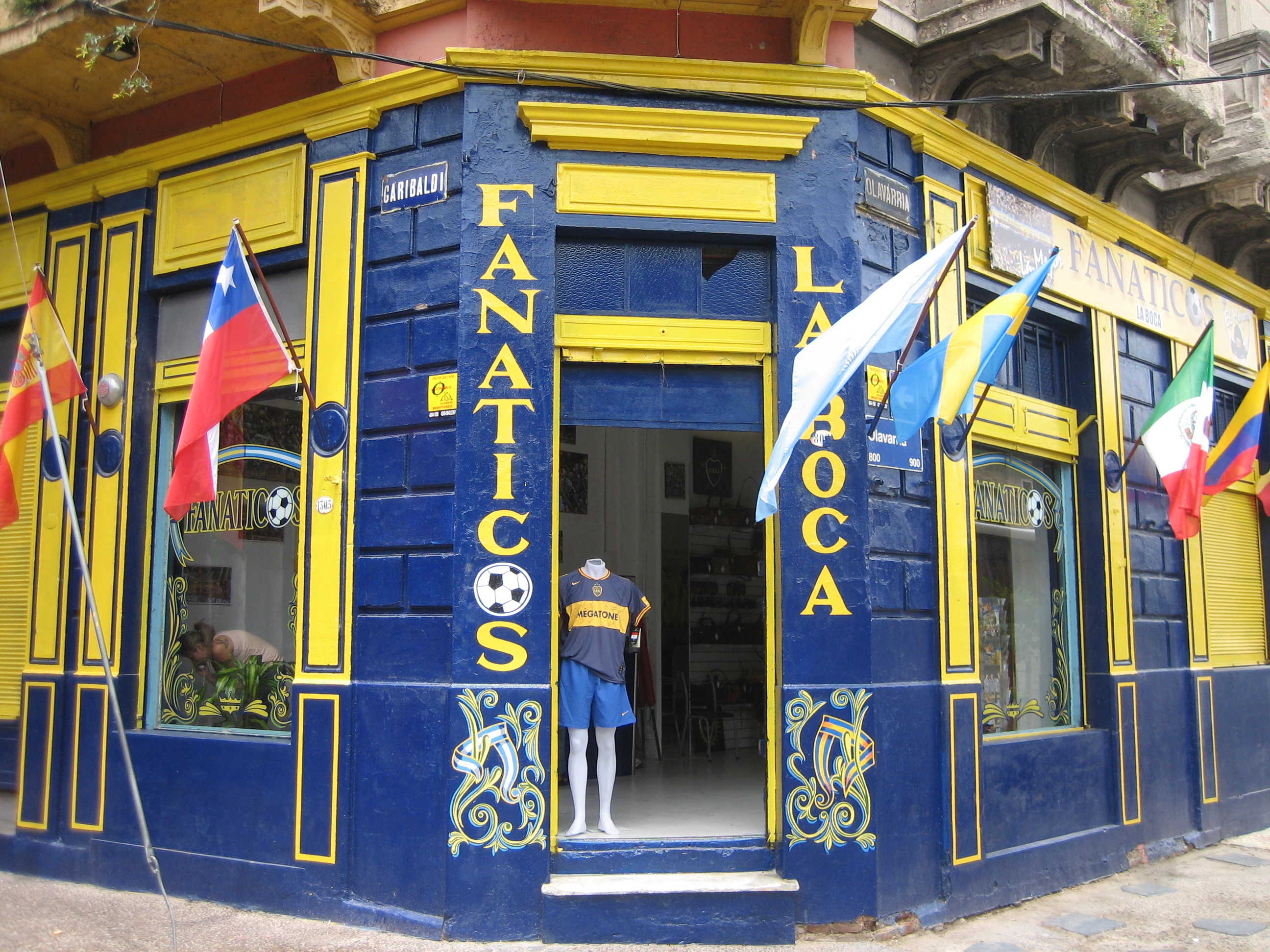
Fanaticos La Boca
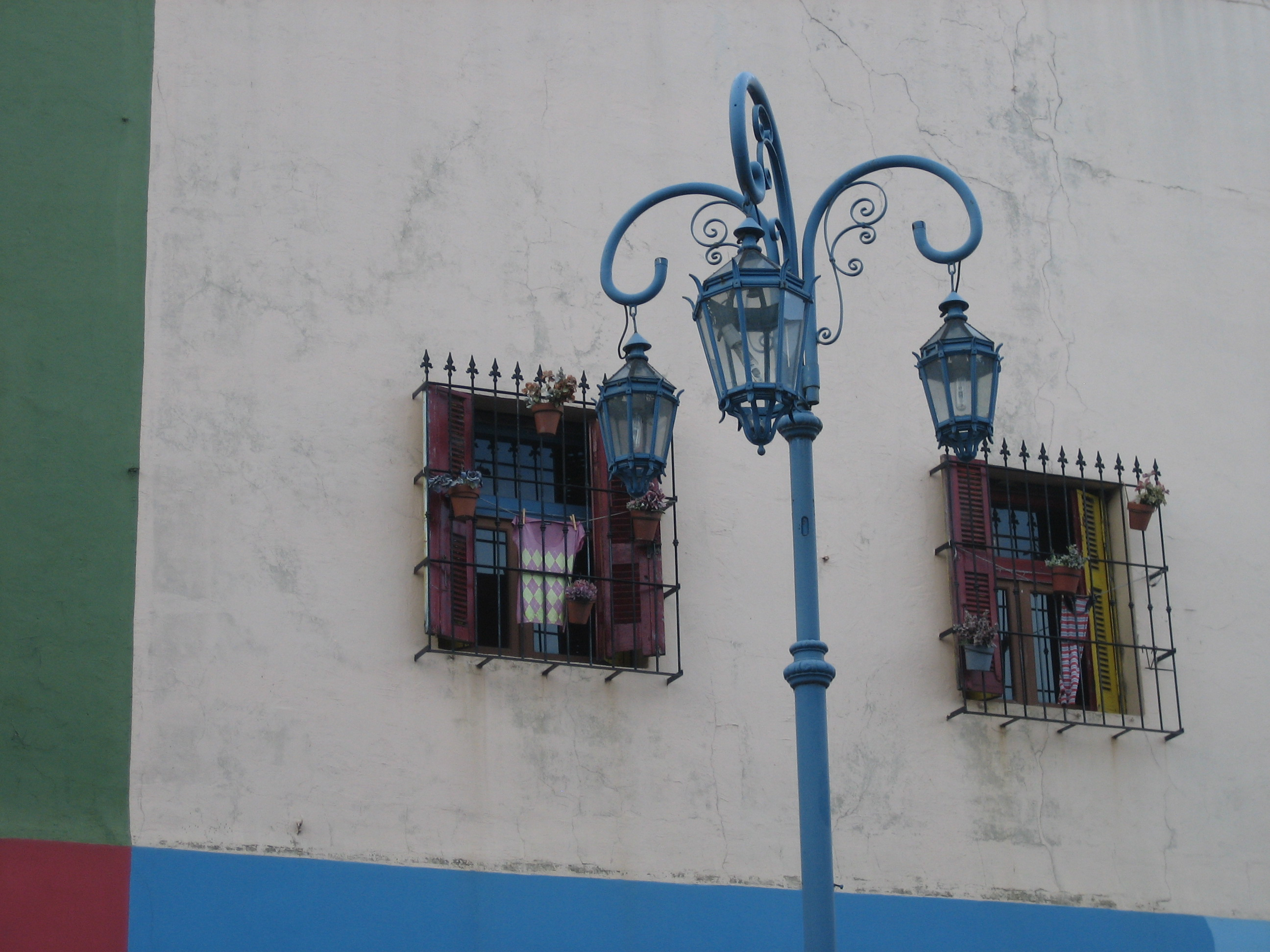
Lampadaire du Caminito
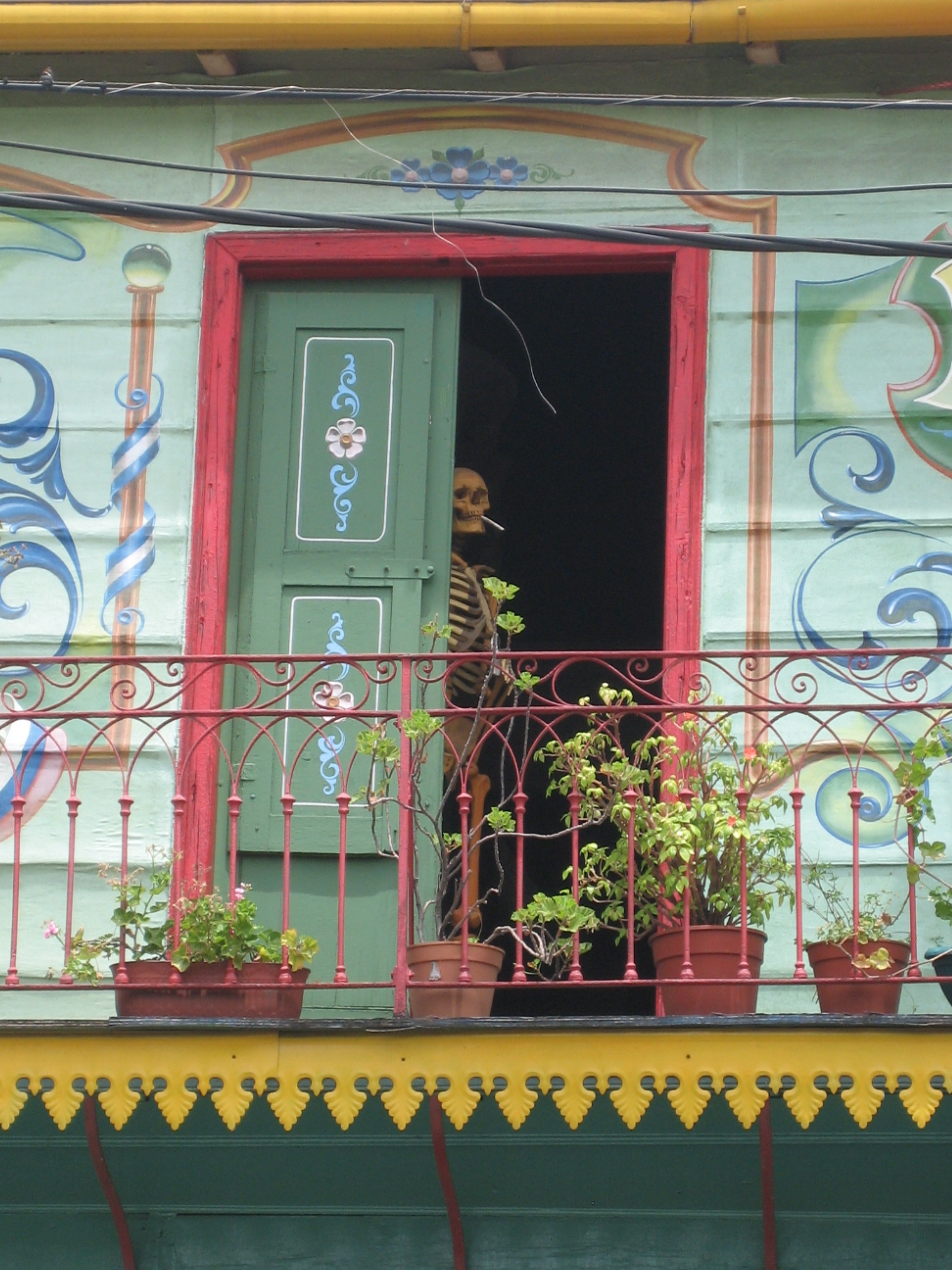
Balcon de Calle Garibaldi
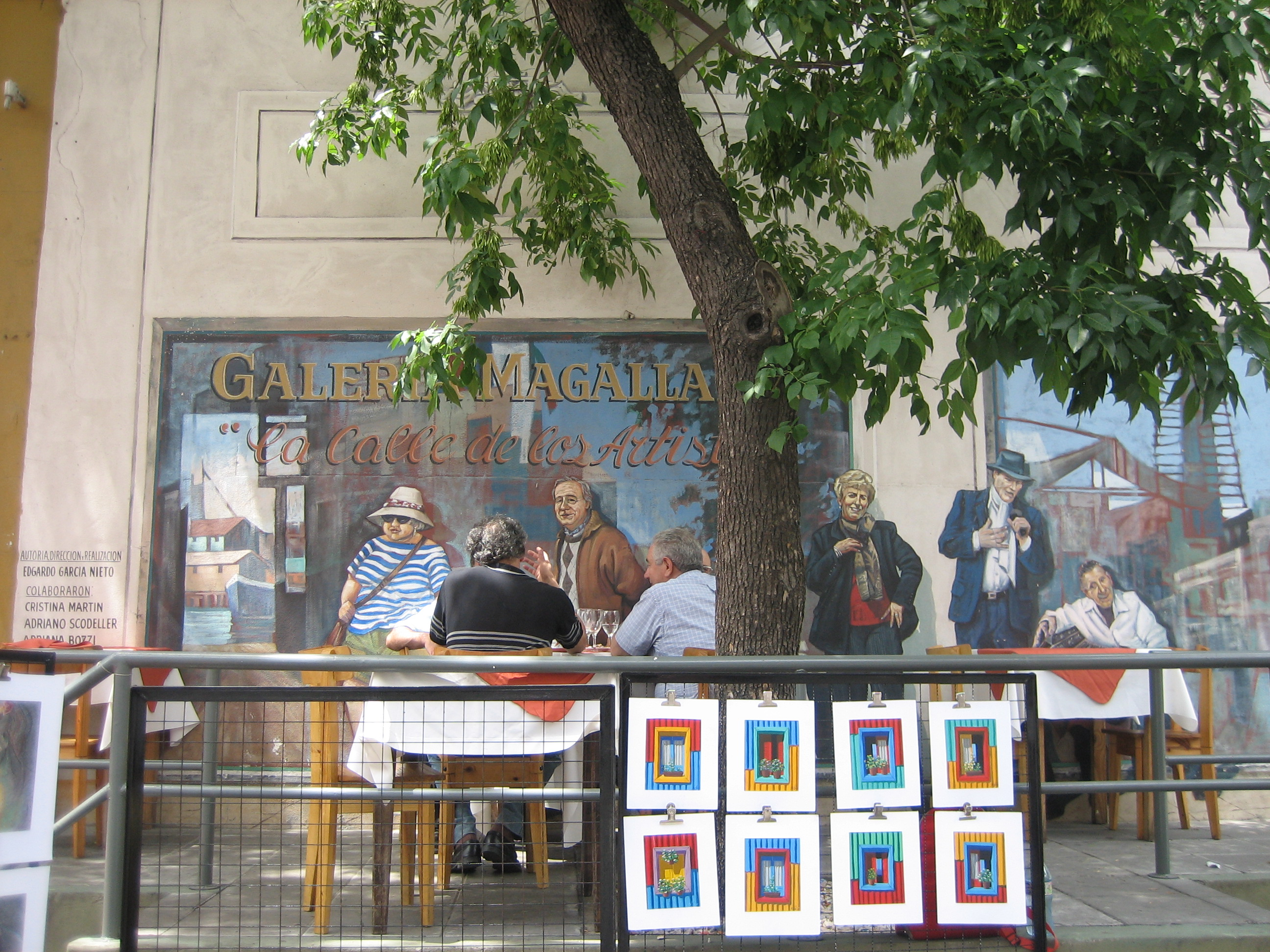
Galeria Magallanes
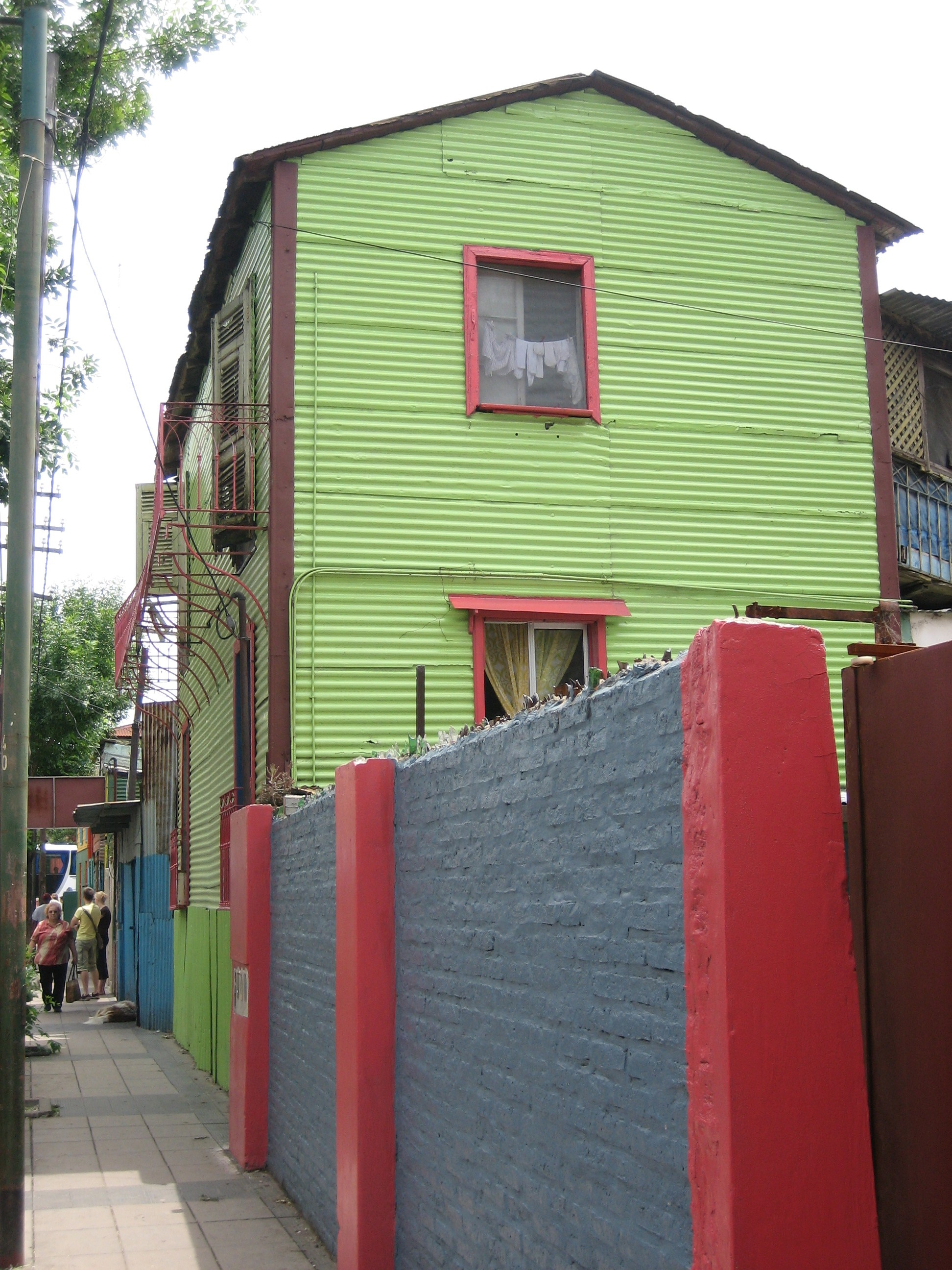
Garibaldi 1400 - 1500
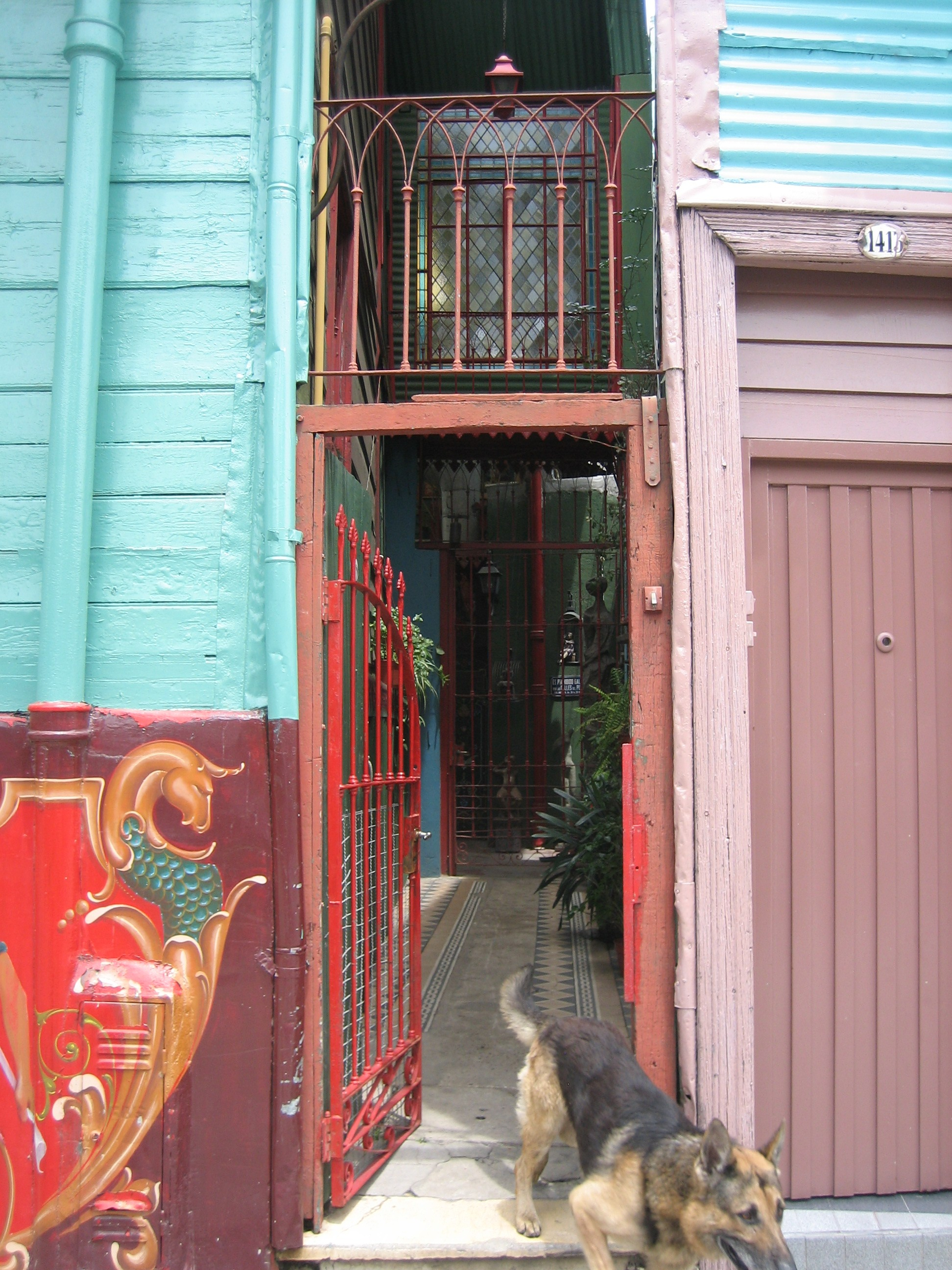
Garibaldi 1413
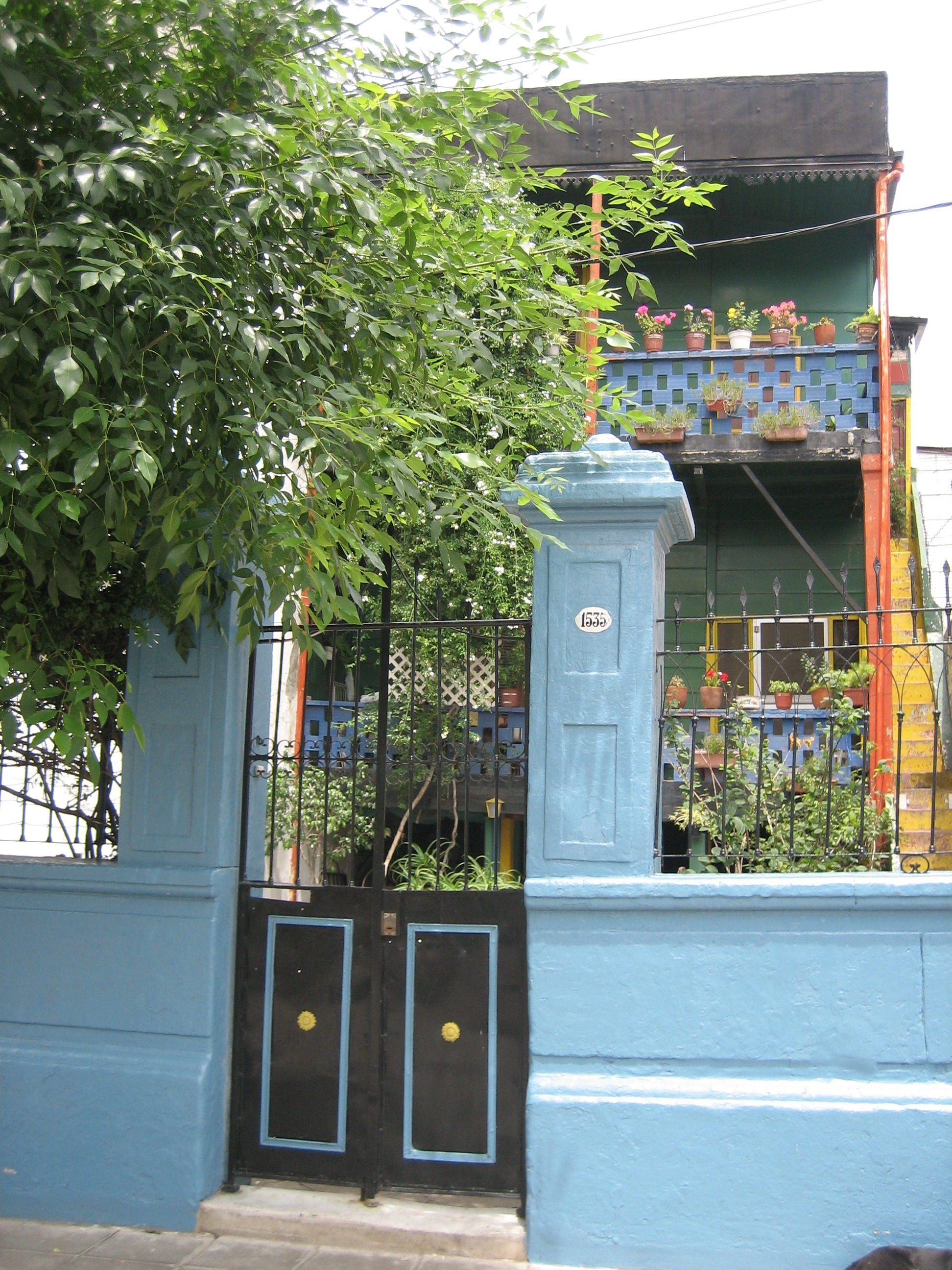
Garibaldi 1535
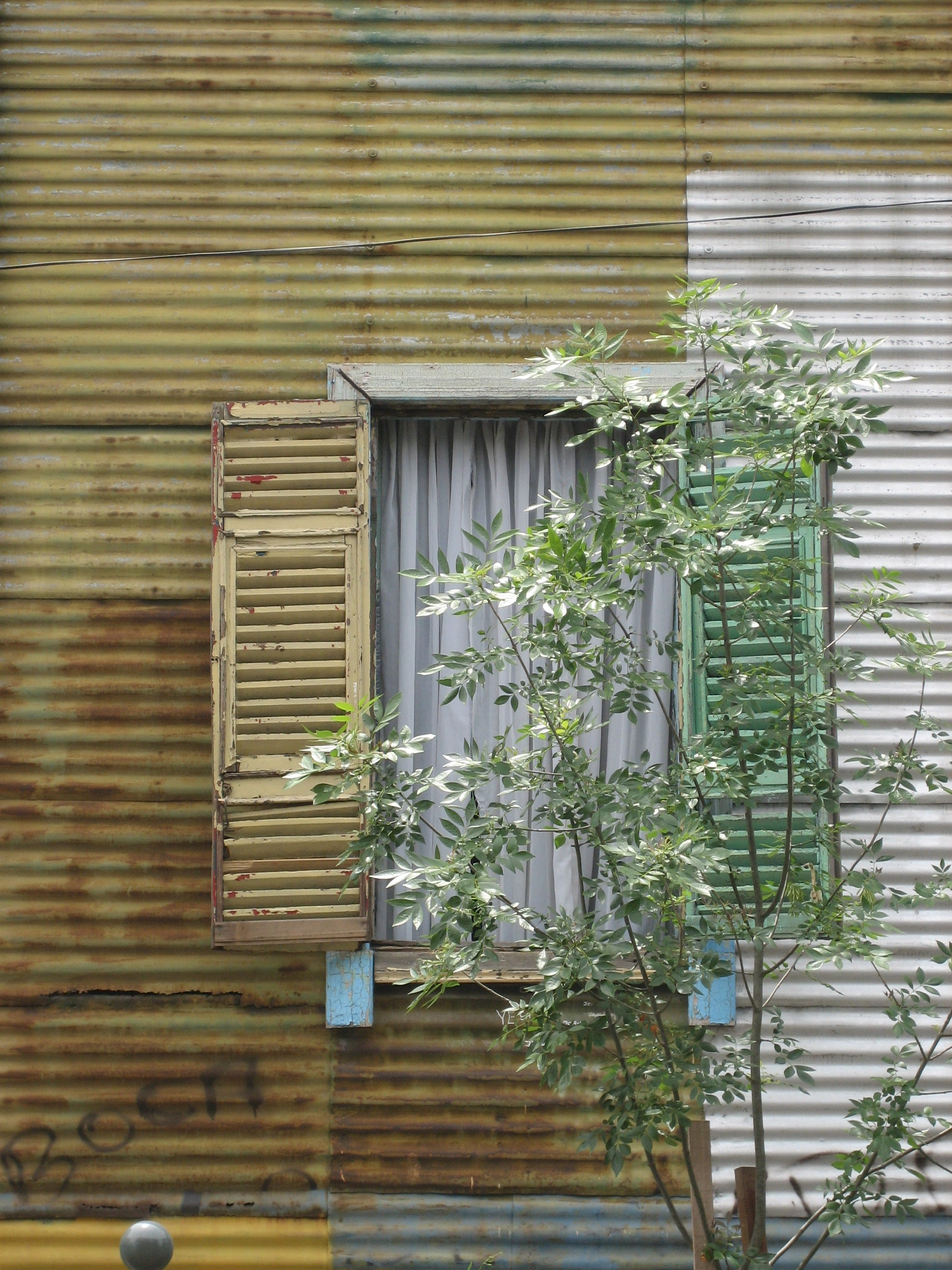
Garibaldi 1588
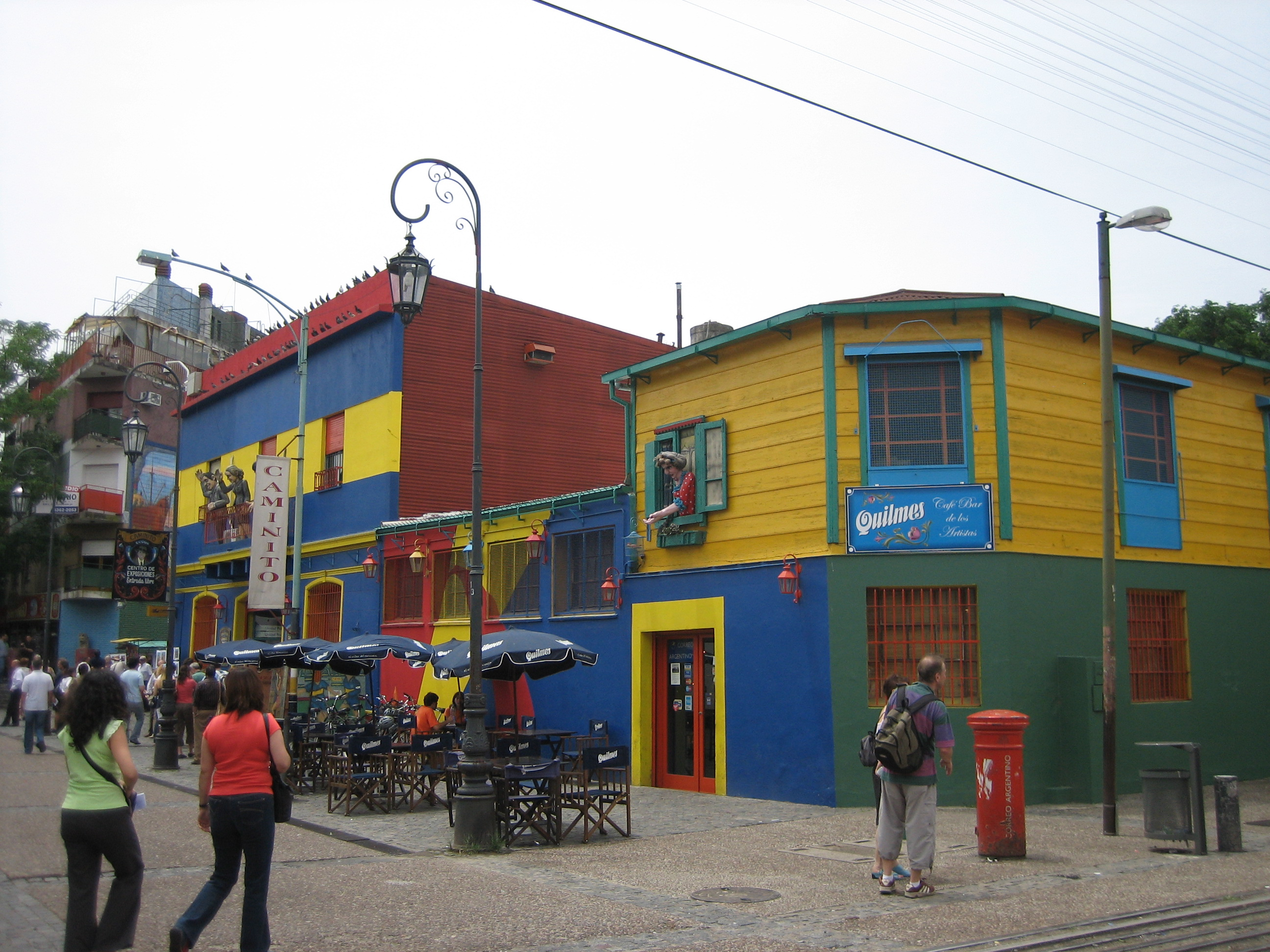
La Calle Garibaldi vers le Caminito
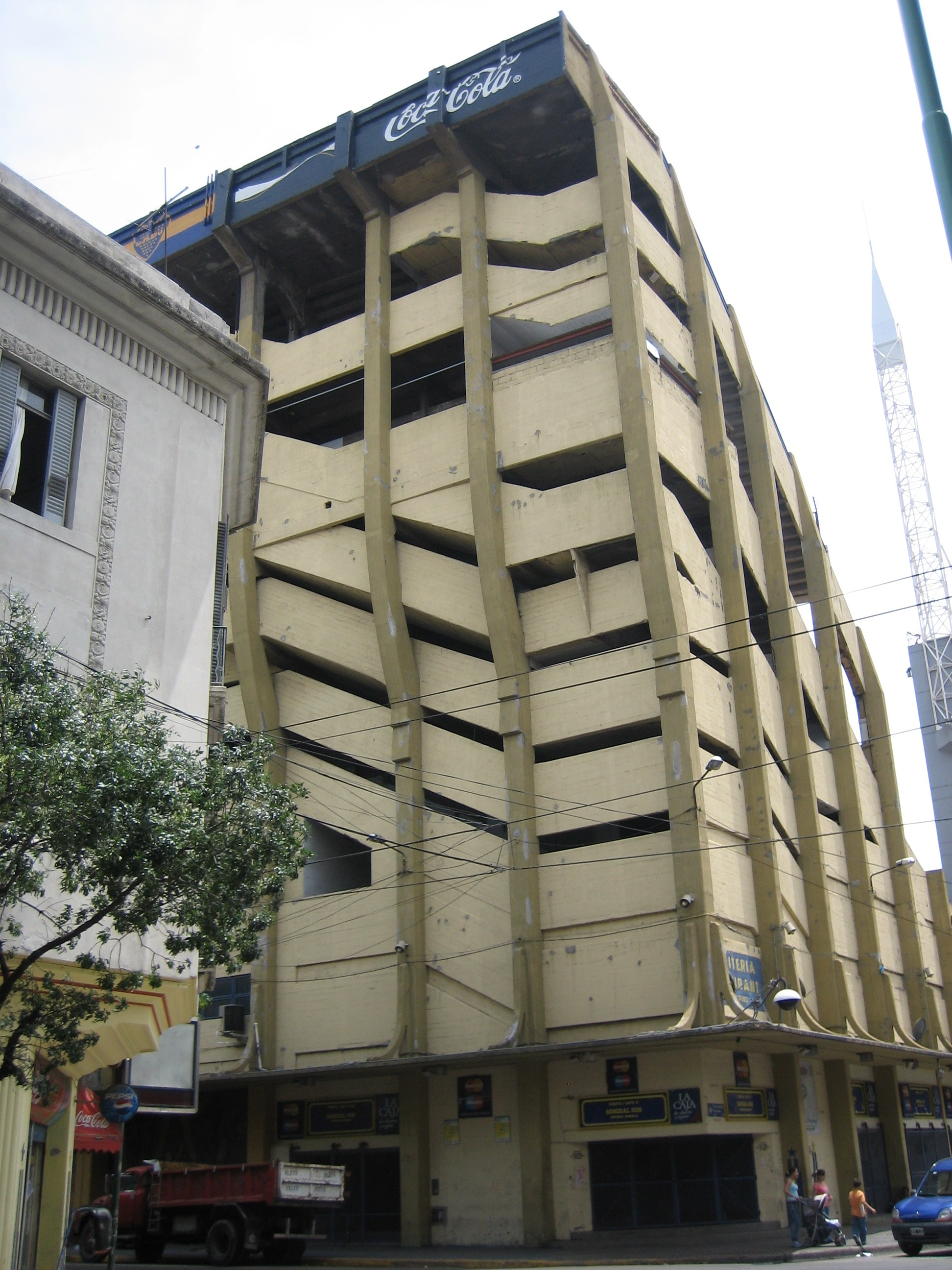
La tribune General Sur de la Bombonera
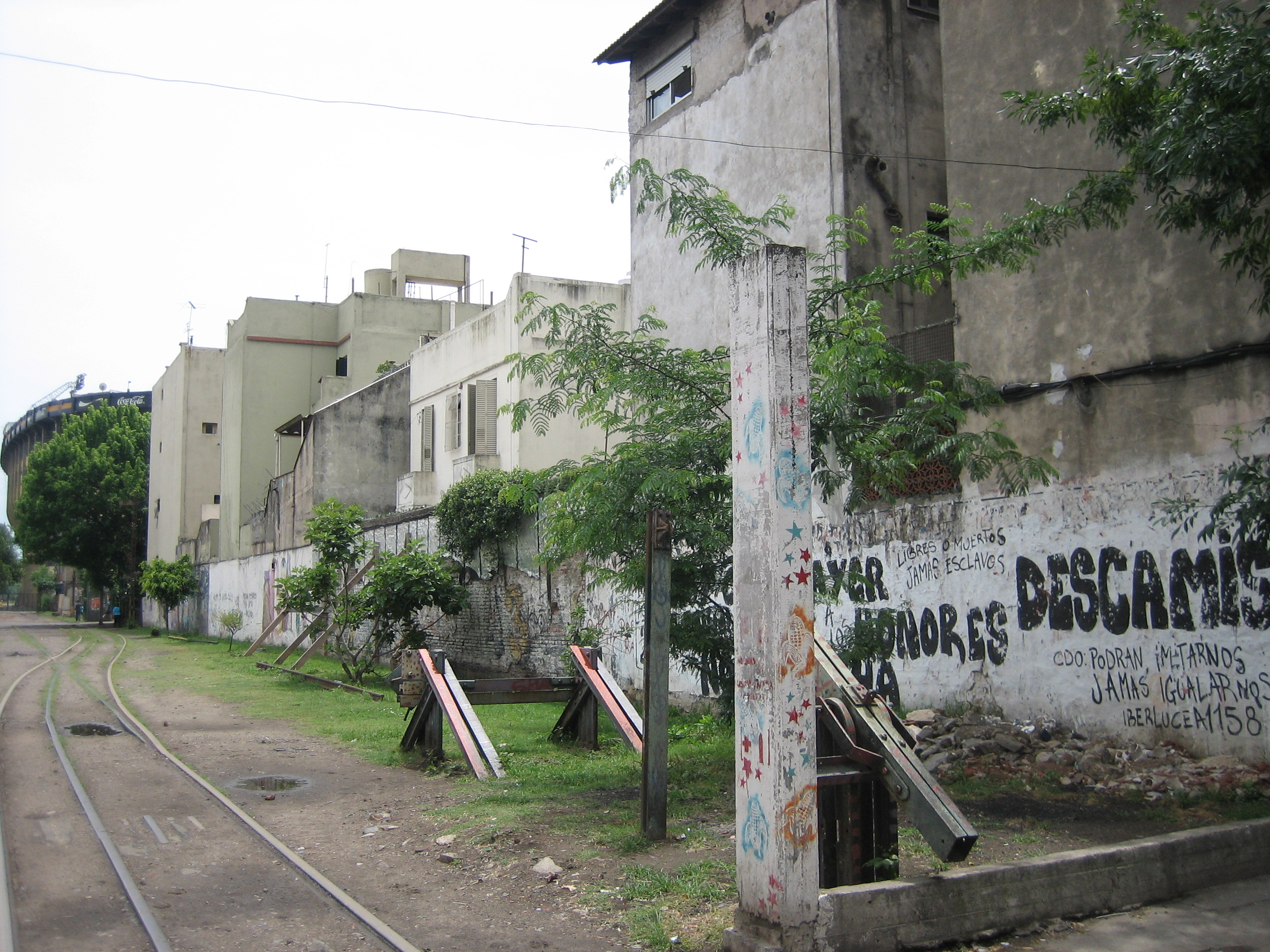
Près de la Bombonera
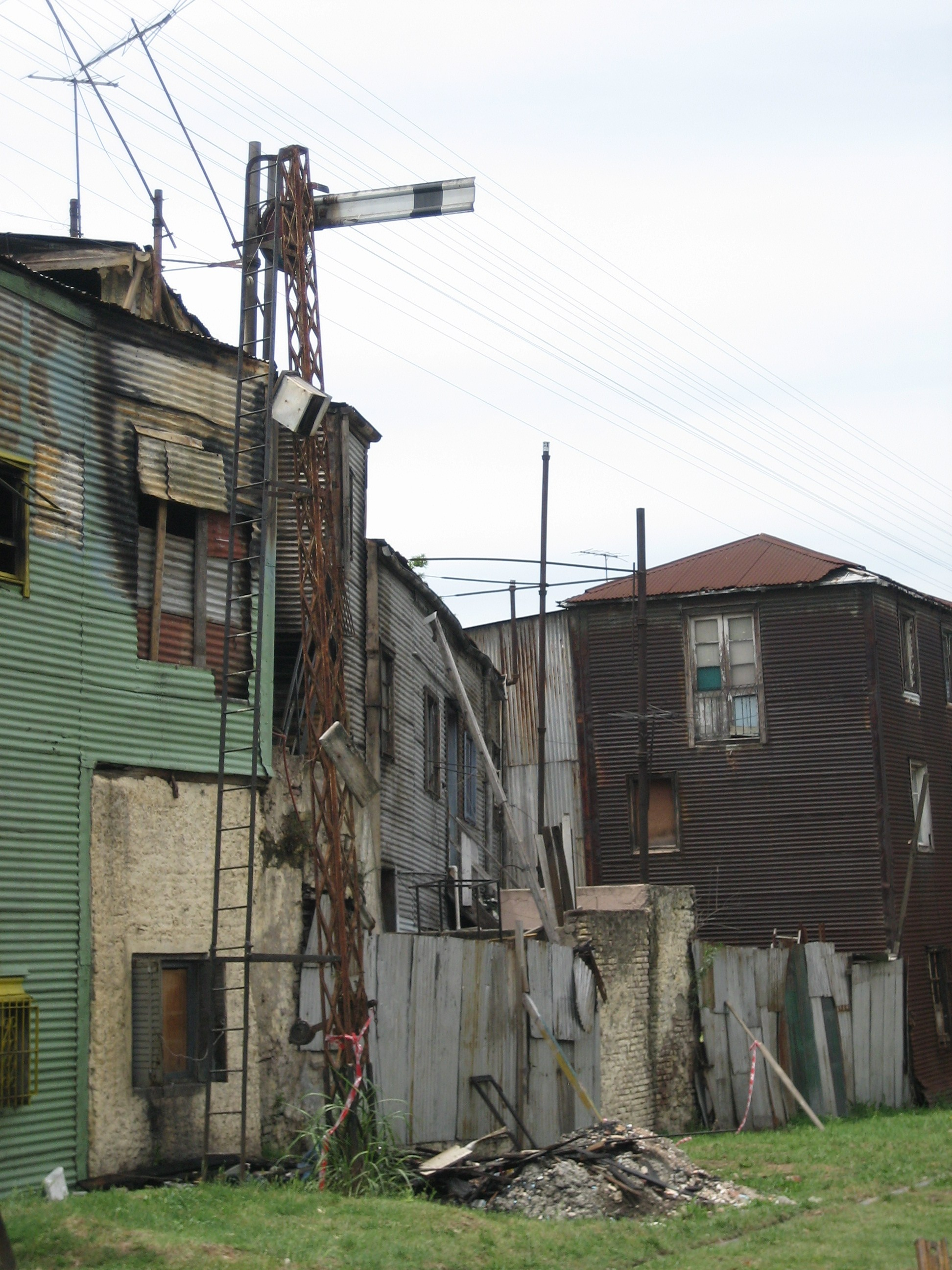
Maisons de la Boca
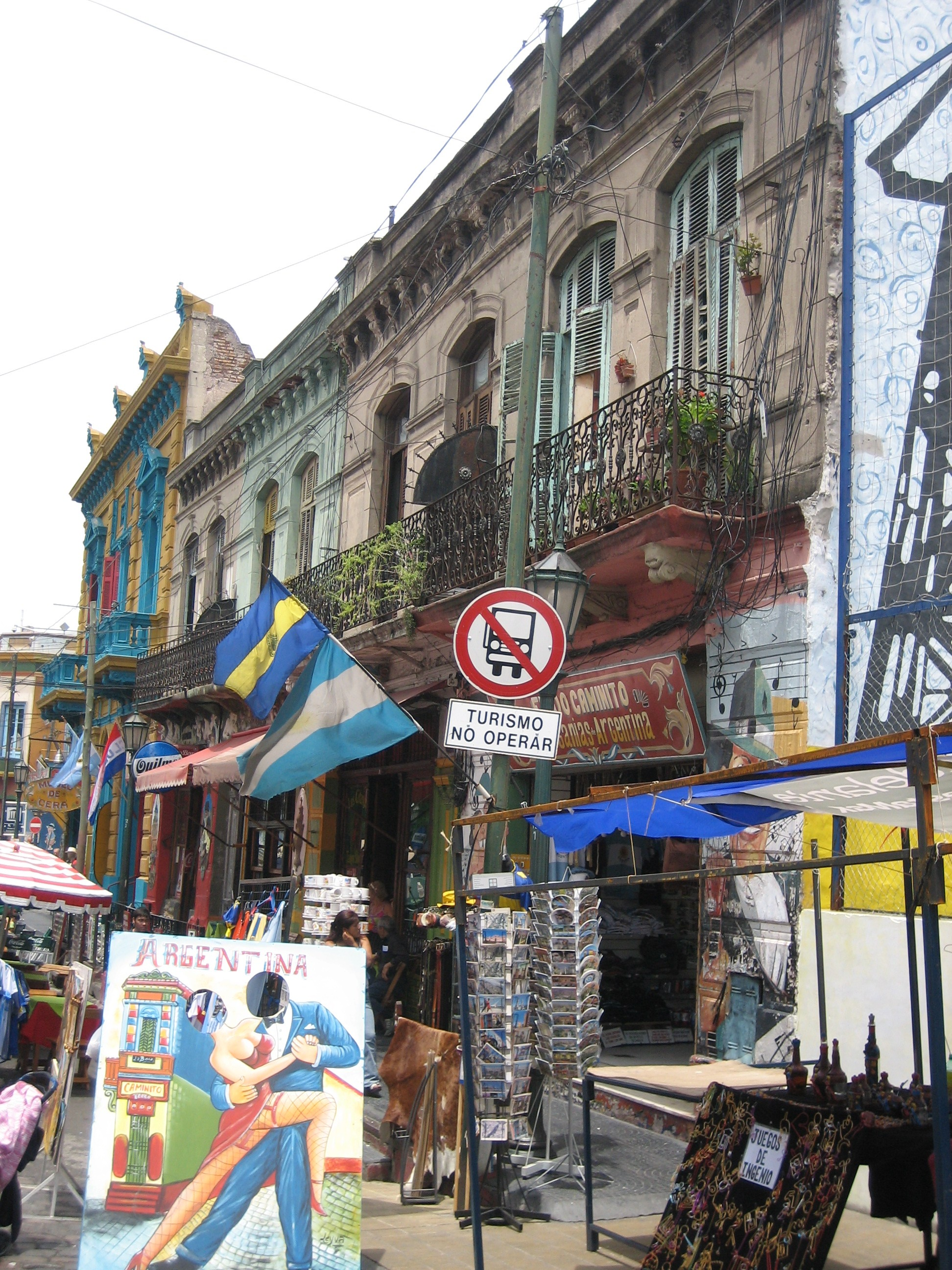
La rue Iberlucea
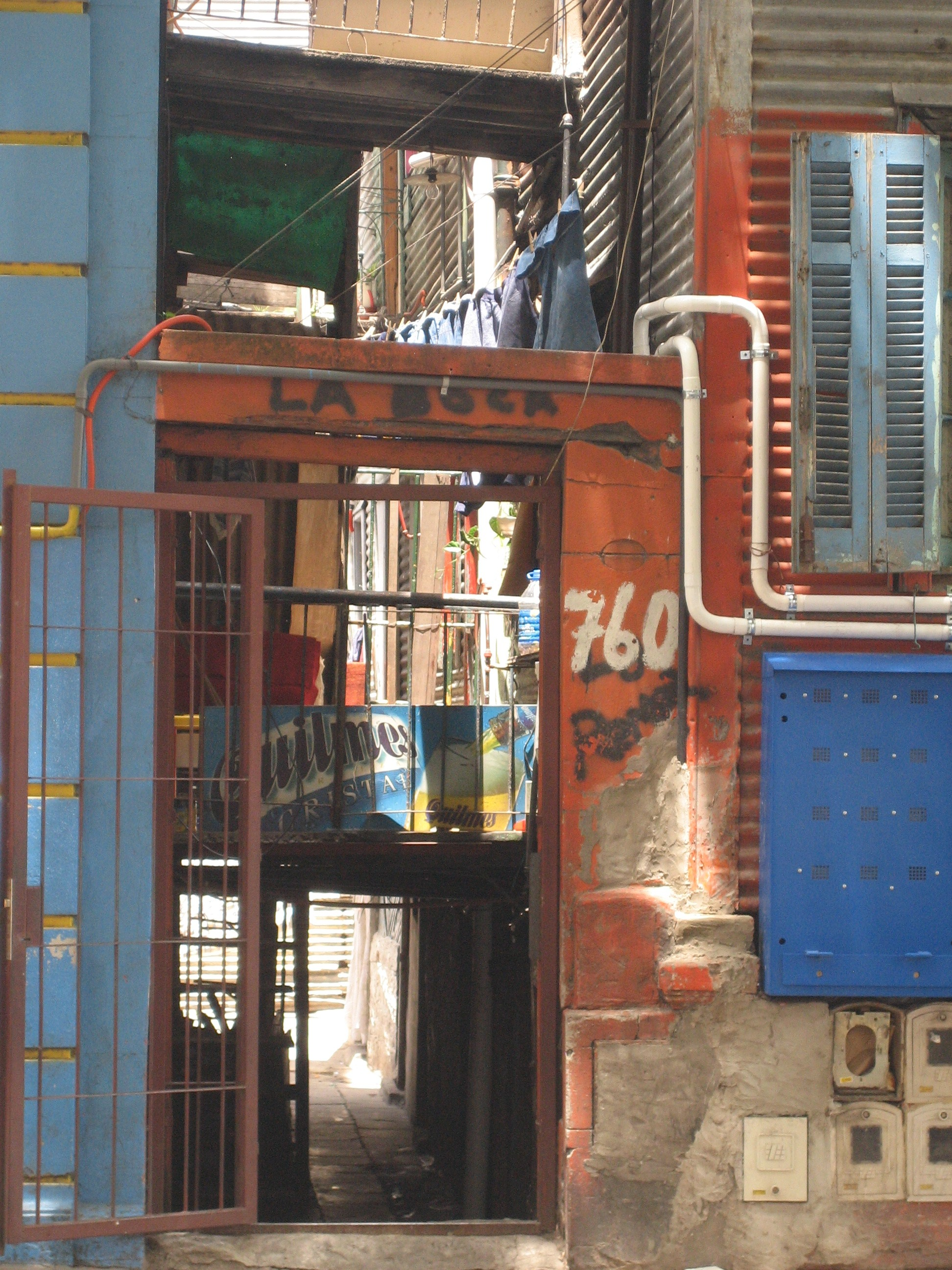
Iberlucea 760
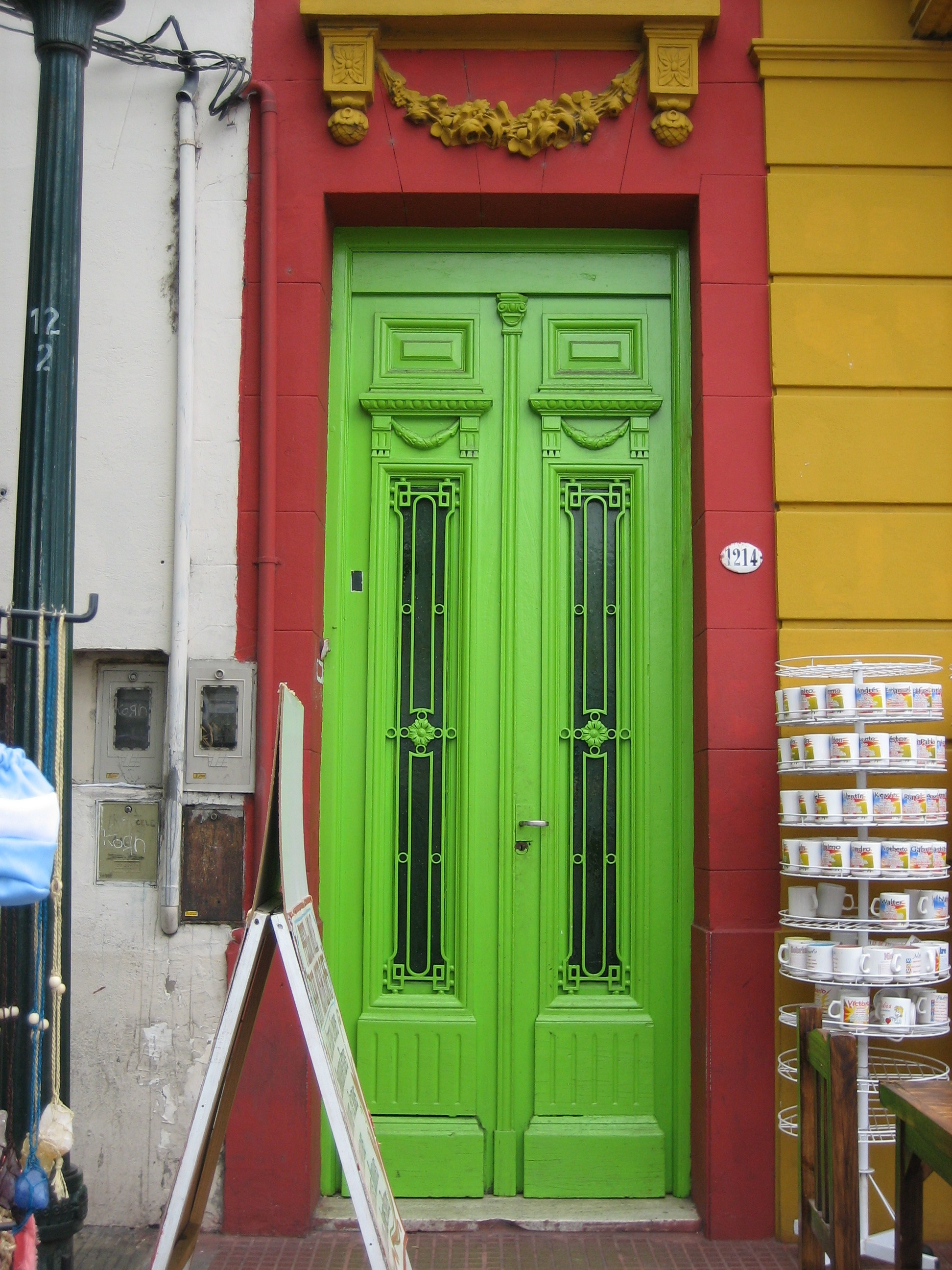
Iberlucea 1214
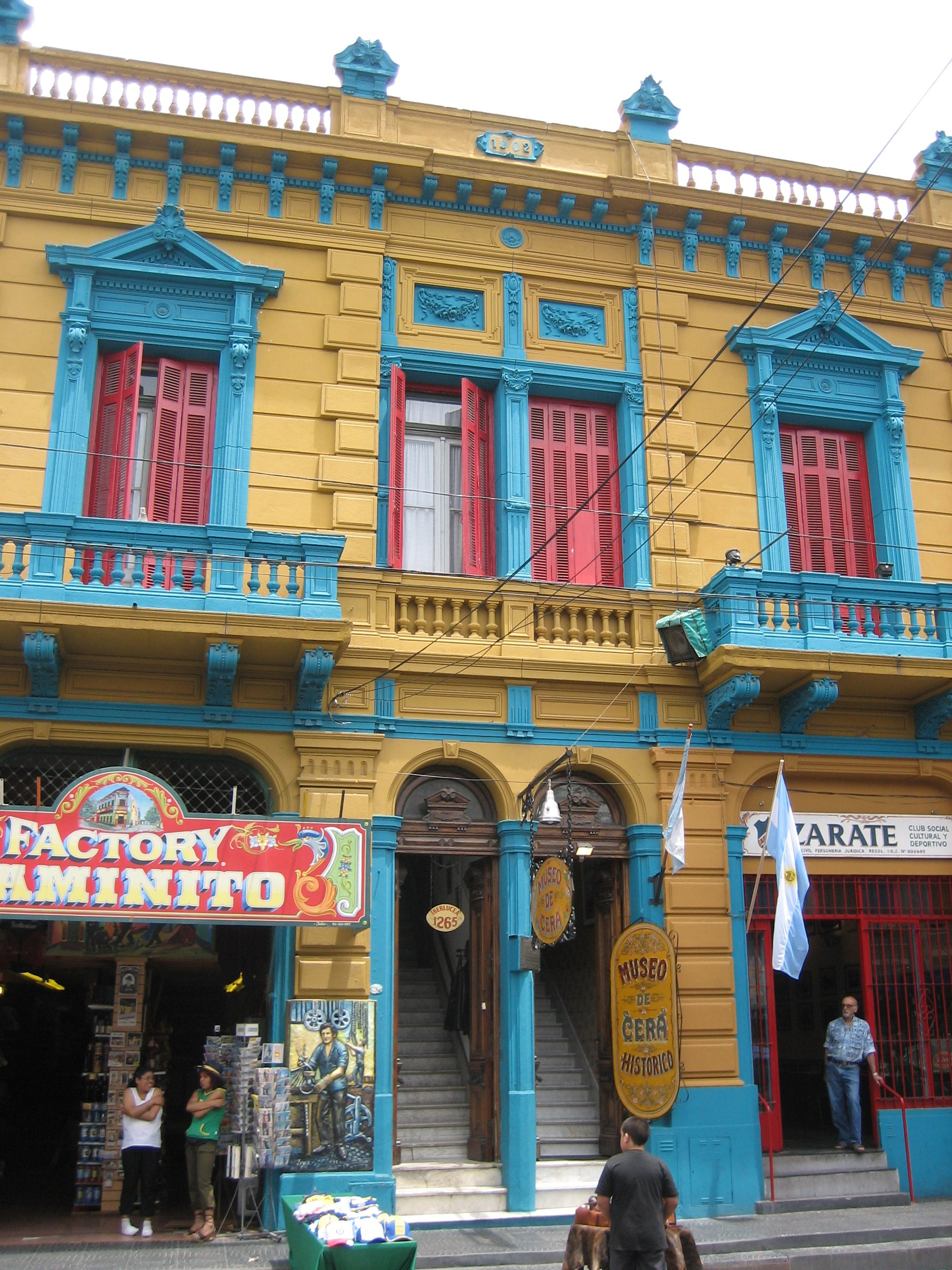
Iberlucea 1265
Intérieur d'un centre culturel
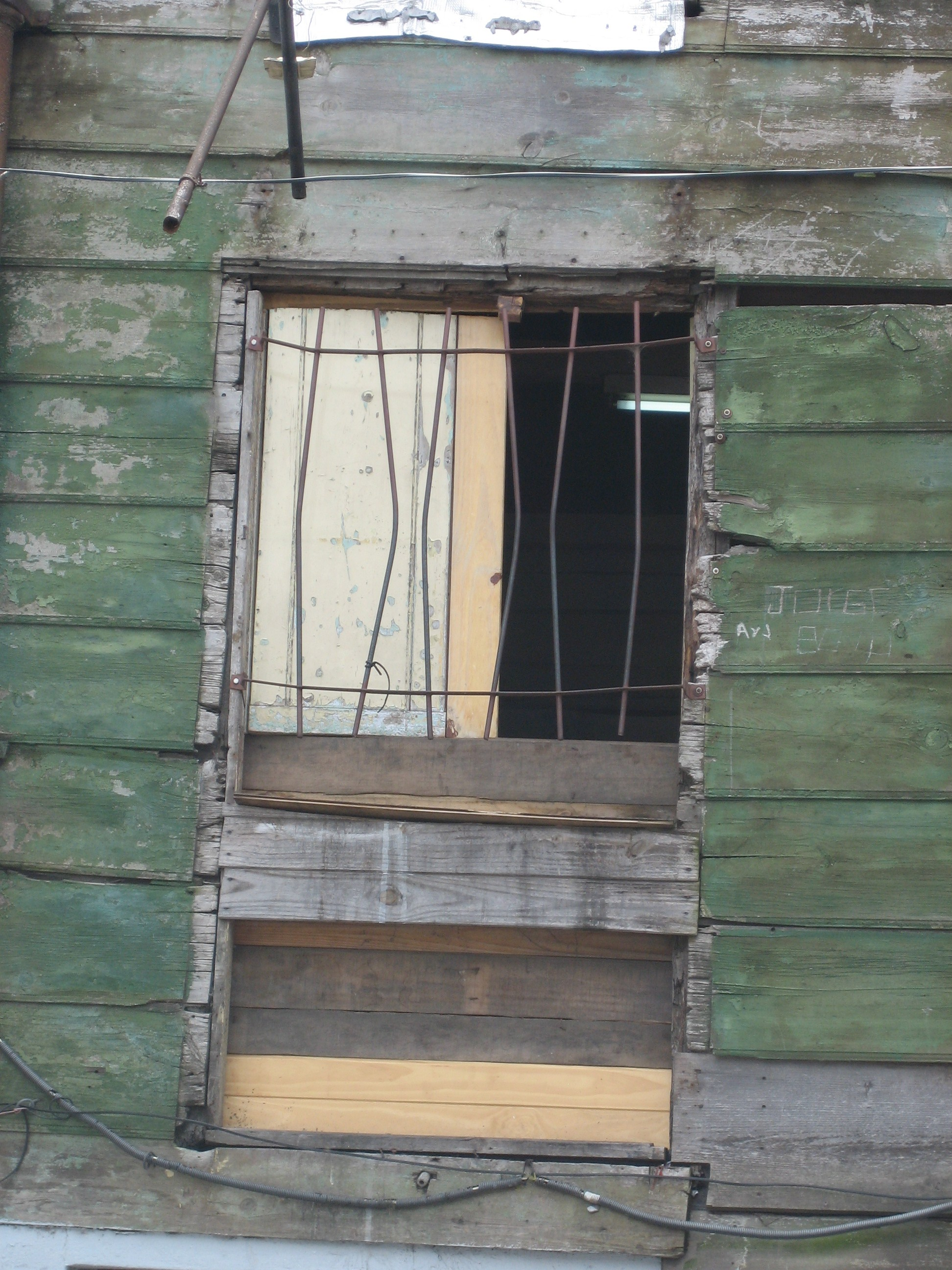
Maison de la rue Garibaldi
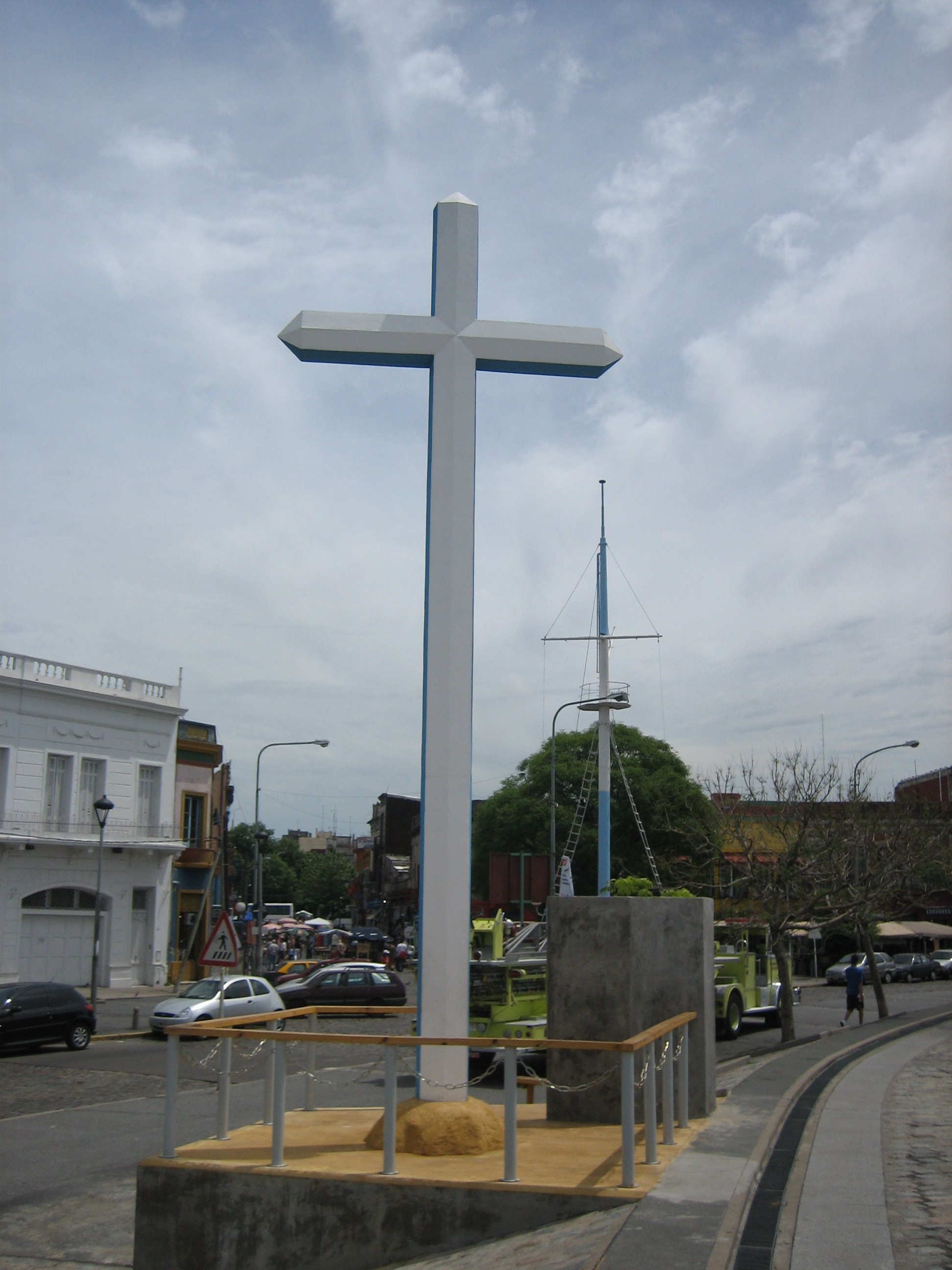
La Croix
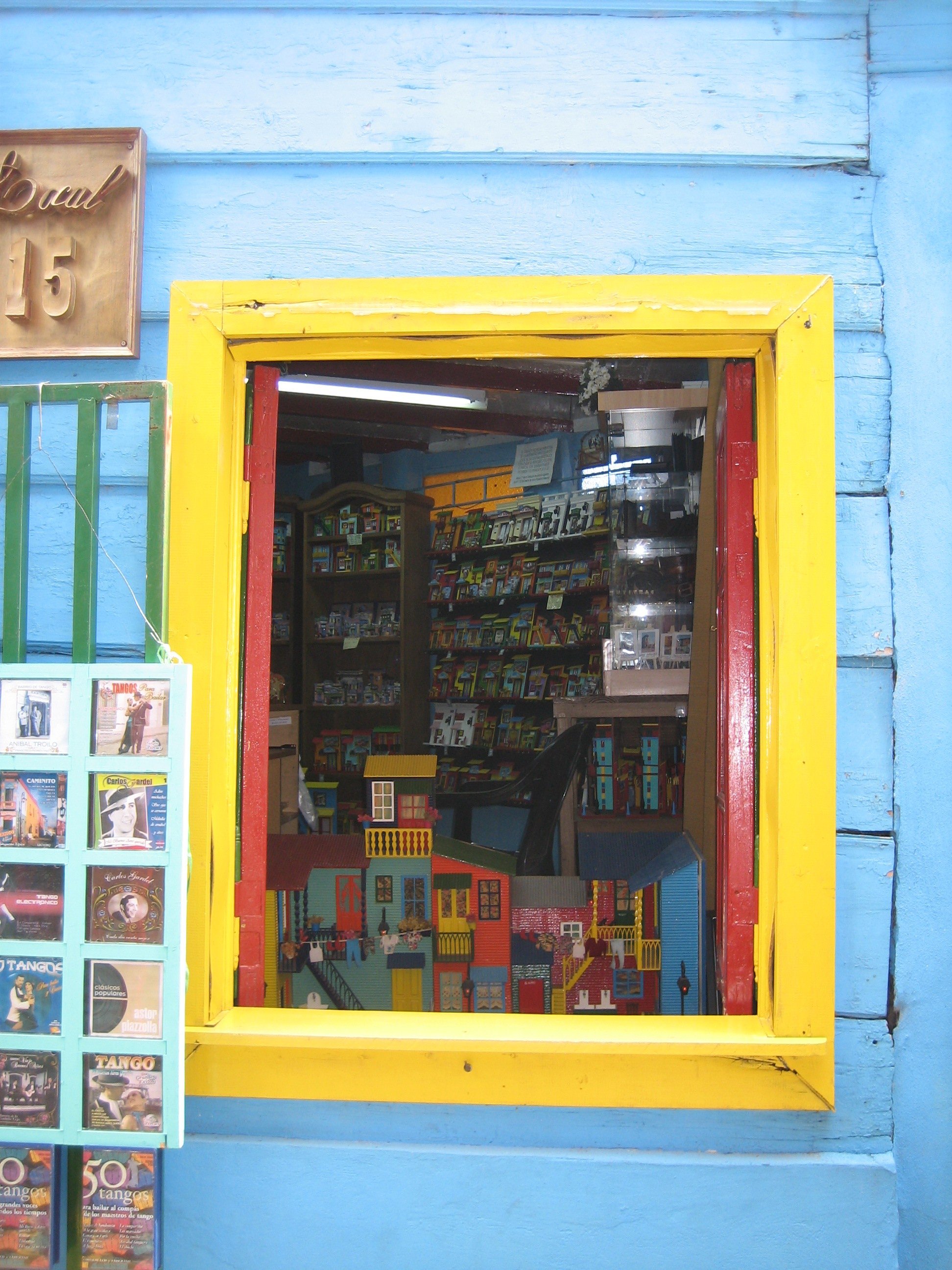
Local 15
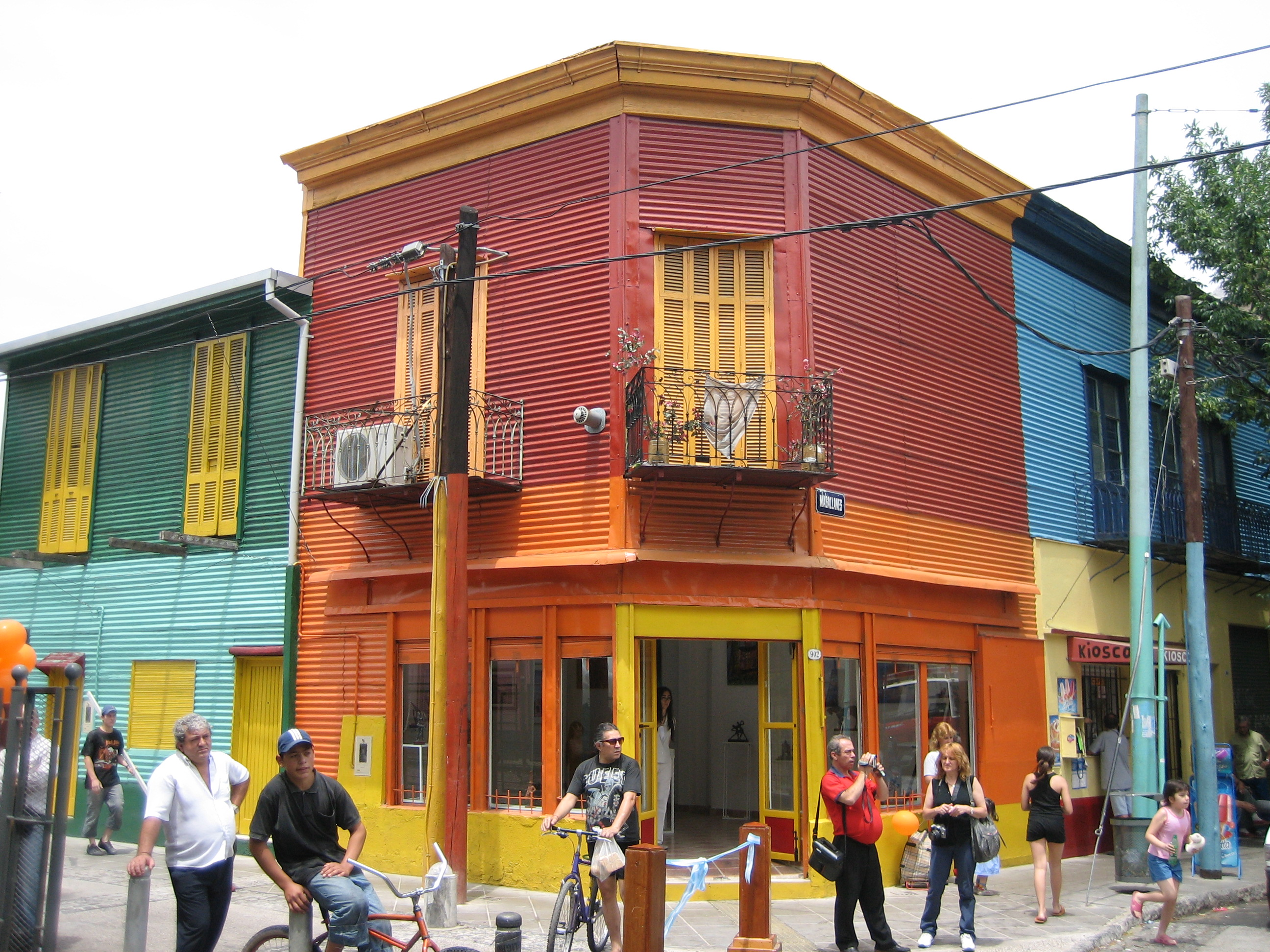
Magallanes 902
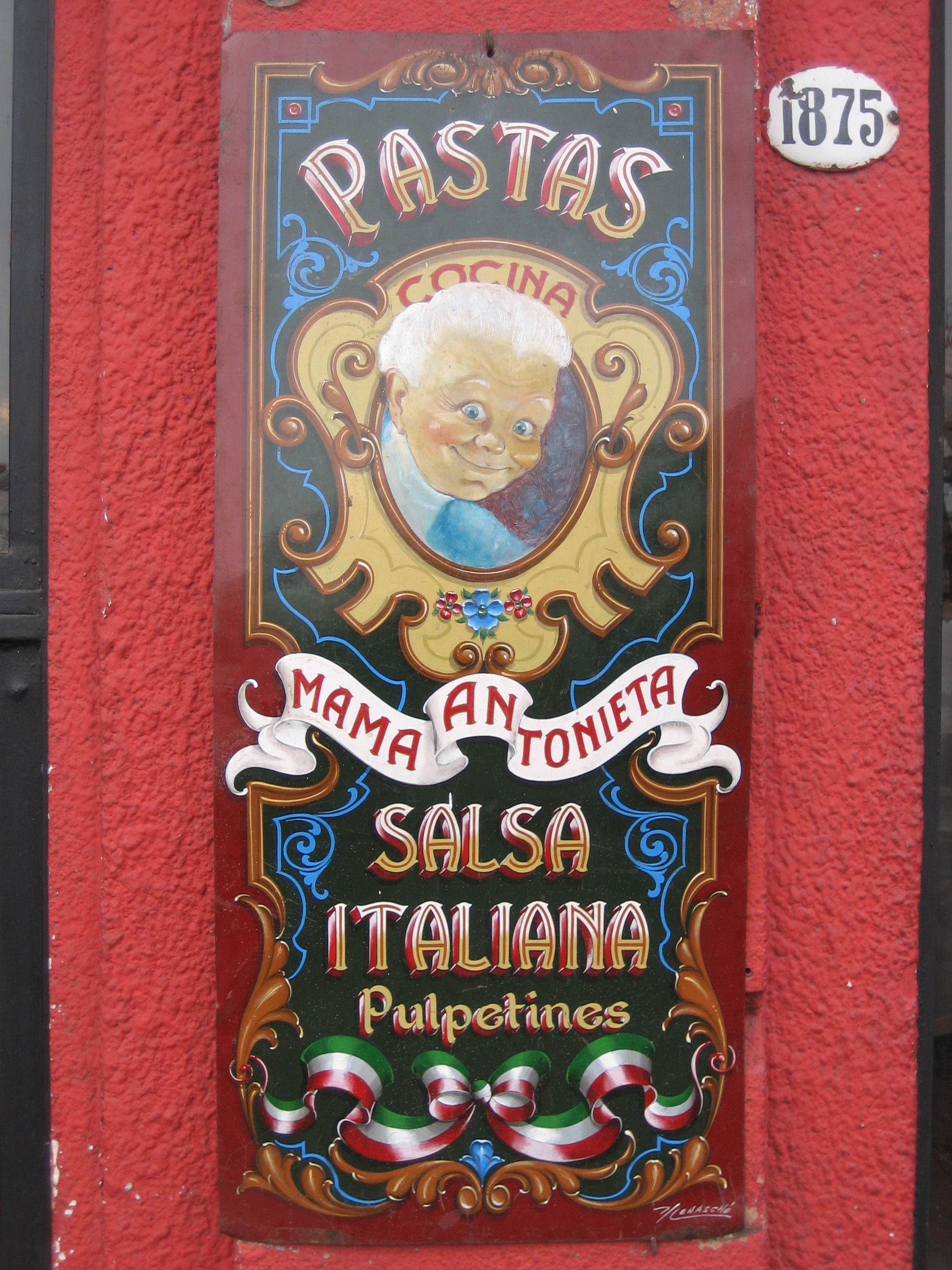
Mama Antonieta
Marta Grosso Atelier
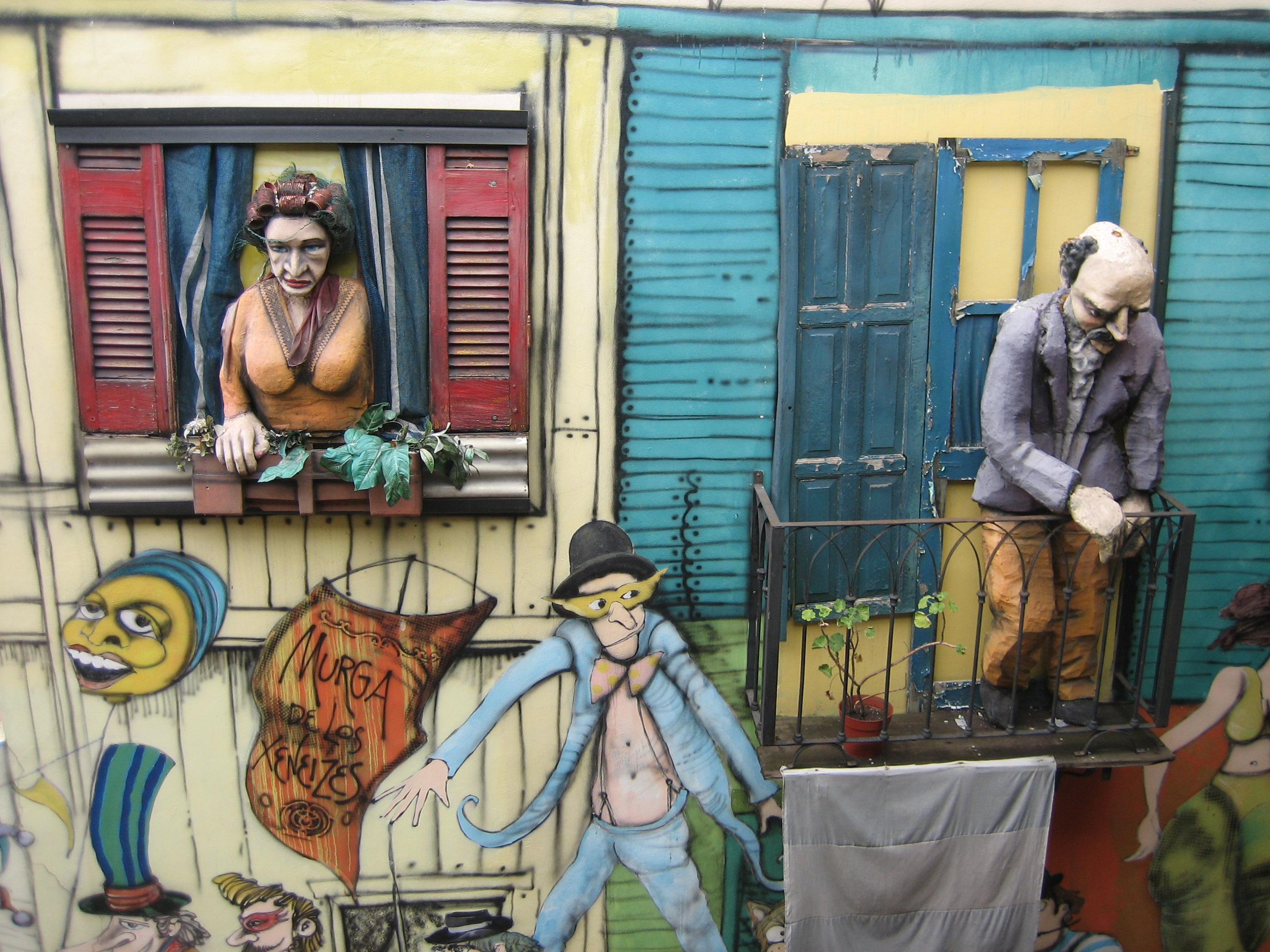
Murga de los Xeneizes